# Historia de los videojuegos
La historia de los videojuegos tiene su origen en la década de 1950 cuando, tras el fin de la Segunda Guerra Mundial, las potencias vencedoras de la guerra construyeron los primeros superordenadores programables. Los primeros intentos por implementar programas de carácter lúdico (inicialmente programas de ajedrez) no tardaron en aparecer, y se fueron repitiendo durante las siguientes décadas. Los primeros videojuegos modernos aparecieron en la década de los 60, y desde entonces el mundo de los videojuegos no ha dejado de crecer y desarrollarse, con el único límite que le ha impuesto la creatividad de los desarrolladores y la evolución tecnológica. En los últimos años, se asiste a una era de progreso tecnológico dominada por una industria que promueve un modelo de consumo rápido donde las nuevas superproducciones quedan obsoletas en pocos meses, pero donde a la vez un grupo de personas e instituciones —conscientes del papel que los programas pioneros, las compañías que definieron el mercado y los grandes visionarios tuvieron en el desarrollo de dicha industria— han iniciado el estudio formal de la historia de los videojuegos.

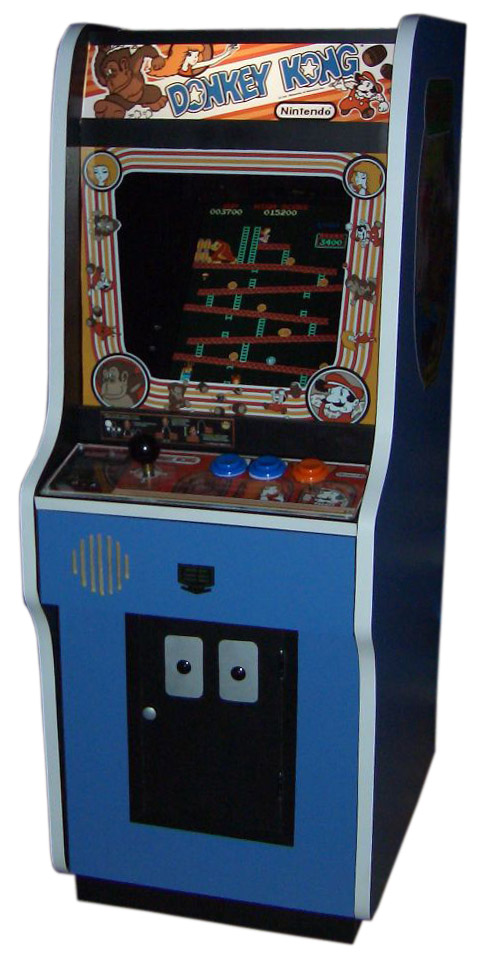
Donkey Kong, de Shigeru Miyamoto (1981), es uno de los videojuegos más populares de todos los tiempos.

El más inmediato reflejo de la popularidad que ha alcanzado el mundo de los videojuegos en las sociedades contemporáneas lo constituye una industria que da empleo a 120 000 personas y que genera unos beneficios multimillonarios que se incrementan año tras año. El impacto que supuso la aparición del mundo de los videojuegos significó una revolución cuyas implicaciones sociales, psicológicas y culturales constituyen el objeto de estudio de toda una nueva generación de investigadores sociales que están abordando el nuevo fenómeno desde una perspectiva interdisciplinar, haciendo uso de metodologías de investigación tan diversas como las específicas de la antropología cultural, la inteligencia artificial, la teoría de la comunicación, la economía o la estética, entre otras. Al igual que ocurriera con el cine y la televisión, el videojuego ha logrado alcanzar en apenas medio siglo de historia el estatus de medio artístico, y semejante logro no ha tenido lugar sin una transformación y evolución constante del concepto mismo de videojuego y de su aceptación. Nacido como un experimento en el ámbito académico, logró establecerse como un producto de consumo de masas en tan solo diez años, ejerciendo un formidable impacto en las nuevas generaciones que veían los videojuegos con un novedoso medio audiovisual que les permitiría protagonizar en adelante sus propias historias.

## Antes de la década de 1970
En la Segunda Guerra Mundial el matemático británico Alan Turing había trabajado junto al experto en computación estadounidense Claude Shannon para descifrar los códigos secretos usados por los submarinos alemanes U-Boot. Las ideas de ambos científicos, que ayudaron a establecer las bases de la moderna teoría de la computación, señalaban la inteligencia artificial como el campo más importante hacia el que había que dirigir todos los esfuerzos de investigación. En 1949 Shannon presentó un artículo científico en una convención de Nueva York titulado Programming a Computer for Playing Chess (Programando una computadora para jugar al ajedrez), donde presentaba muchas ideas y algoritmos que todavía son utilizados en los programas modernos de ajedrez. Turing, en colaboración con D. G. Champernowne, había escrito ya en 1948 un programa de ajedrez que no pudo ser implementado, puesto que no existía un ordenador con la potencia suficiente para ejecutarlo, pero en 1952 puso a prueba su programa simulando los movimientos de la computadora. El programa perdió una primera partida frente a Alick Glennie, un colega de Turing, pero ganó la segunda frente a la esposa de Champernowne, sentando las bases prácticas de los programas de ajedrez modernos.

Nimrod, de John Bennet (1951).

Tras la muerte de Alan Turing distintos investigadores continuaron su trabajo, implementando nuevos programas de ajedrez y otros juegos más sencillos. En 1951 un trabajador de la empresa Ferranti, el australiano John Bennett, presentó en una feria británica a Nimrod, un enorme computador capaz de jugar al nim que se había inspirado en el Nimatron, una máquina electromecánica presentada once años antes. La máquina generó una entusiasta aceptación, pero fue desmontada por Ferranti para utilizar sus piezas en otros proyectos más serios.

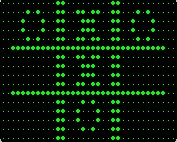
OXO, de Alexander Douglas (1952).

Otro juego que se había implementado tempranamente era el de tres en raya, aplicado en el juego OXO, que Alexander Douglas había recreado en la computadora EDSAC de la Universidad de Cambridge en 1952 como parte de su tesis doctoral. OXO incorporaba gráficos muy similares a los actuales y aunque fue mostrado únicamente a unos pocos estudiantes de la universidad, es considerado por algunos como el primer videojuego moderno de la historia. Ese mismo año Arthur Samuel también había realizado un programa capaz de jugar a las damas aprendiendo de sus errores que había implementado en un IBM 701; Samuel pasó los siguientes años refinando su programa y finalmente, en 1961, consiguió que venciese a los campeones estadounidenses del juego.

### Consolas «primitivas»
En 1950 el 90 % de los hogares norteamericanos disponían de al menos un aparato de televisión, una cifra que contrastaba fuertemente con el 9 % de la década anterior. Era natural que diversas personas relacionadas con ese mundo comenzasen a preguntarse si era posible usar esos aparatos para otra cosa que no fuese la simple recepción de programas. Ya en 1947 la compañía Dumont había explorado la idea de permitir a los espectadores jugar con sus aparatos de televisión; Thomas Goldsmith y Estle Mann, dos de sus empleados, patentaron su Dispositivo de entretenimiento con tubo de rayos catódicos, un aparato basado en un simple circuito eléctrico que permitía a los espectadores disparar misiles hacia un objetivo, pero que no llegó a comercializarse jamás.
Pocos años más tarde un ingeniero de origen alemán que acabaría siendo considerado por muchos como el verdadero padre de los videojuegos domésticos tuvo una visión que resultaría crucial en el desarrollo posterior de la industria de los juegos electrónicos: en 1951 Ralph Baer trabajaba como técnico de televisión y, junto a algunos colegas, había recibido el encargo de construir un receptor desde cero. Para comprobar los equipos usaban instrumentos que dibujaban líneas y patrones de colores que los técnicos podían mover a través de la pantalla para ajustarla, y a partir de esa idea Baer se planteó la posibilidad de construir aparatos de televisión que permitiesen algo más que la simple recepción de los programas. Sin embargo el ingeniero mantuvo apartada su idea hasta 1972 en que lanzó al mercado la Magnavox Odyssey, la primera consola de videojuegos doméstica de la historia.

### Tennis for Two

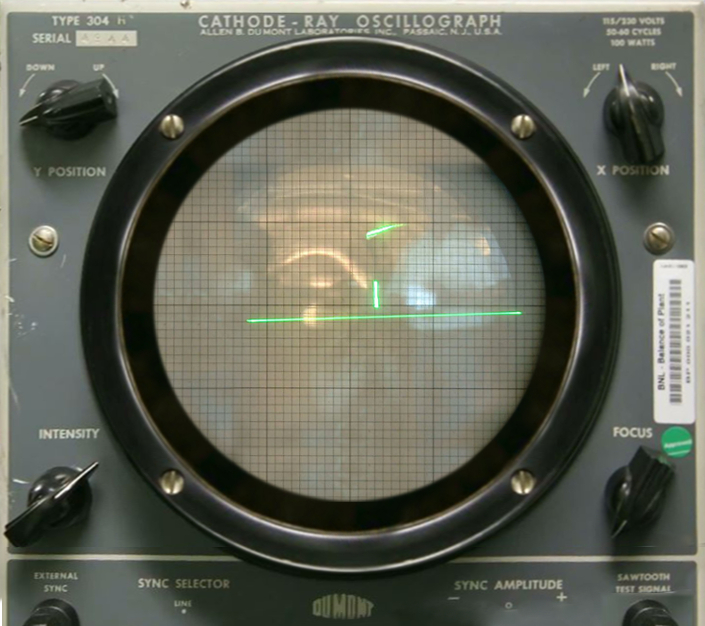
Recreación del Tennis for Two, de William Higginbotham (1958), empleando un osciloscopio DuMont.

A pesar de todos los avances, en 1958 el concepto de videojuegos aún resultaba elusivo. El Nimrod de Bennett era lo más parecido a un videojuego que se había visto fuera del ambiente de los talleres de ingeniería y de los laboratorios de las universidades. Sin embargo, William Higginbotham, un ingeniero estadounidense que había participado en el Proyecto Manhattan, presentó un proyecto que cautivó a todos los visitantes de su laboratorio: un juego de tenis que había construido con la ayuda del ingeniero Robert Dvorak usando la pantalla de un osciloscopio y circuitería de transistores. El juego, que recreaba una partida de tenis presentando una visión lateral de la pista con una red en el medio y líneas que representaban las raquetas de los jugadores, se manejaba con sendos controladores que se habían construido a tal efecto. El aparato tuvo un enorme éxito entre las personas que visitaron el laboratorio de Higginbotham en la Brookhaven National Library, pero en 1959 fue desmantelado para usar sus piezas en otros proyectos. Higginbotham continuó con sus actividades (que incluían la investigación básica y el activismo contra la proliferación nuclear) hasta su muerte, y es considerado por muchos como uno de los padres de los videojuegos modernos.
La década de 1960 había sido una época de falsos comienzos para los videojuegos. Casi todos los que habían explorado la idea la habían abandonado inmediatamente convencidos de que era una enorme pérdida de tiempo. El ajedrez por computadora era un campo de investigación fructífero, pero permanecía dentro del ámbito académico, lejos del campo del entretenimiento. Sin embargo la idea de que los ordenadores no podían servir para fines lúdicos tocaba a su fin.

### Spacewar!

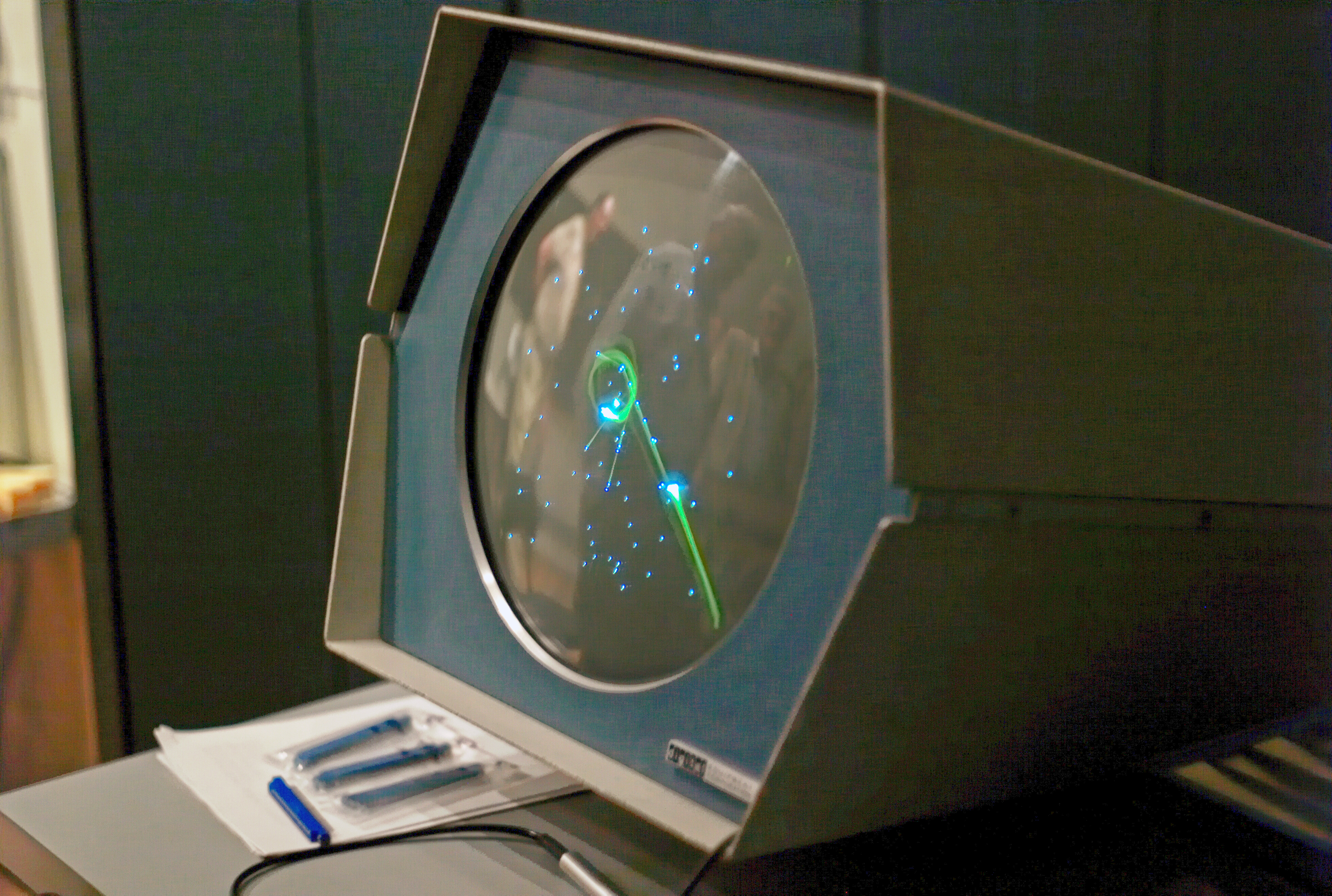
Un PDP-1 ejecutando Spacewar!, de Steve Russell (1962).

En el Instituto de Tecnología de Massachusetts (MIT) existía un club de estudiantes que compartían su pasión de construir modelos de ferrocarriles a escala, el Tech Model Railroad Club. Muchos de los miembros del club compartían asimismo su pasión por los ordenadores y por las novelas de ciencia ficción de E. E. Smith, y cuando el primer PDP-1 llegó al MIT, tres de los miembros del club se reunieron para decidir qué harían con él. Wayne Witaenem Martin Graetz y Steve Russell decidieron que harían un juego, y bajo el liderazgo de este último desarrollaron Spacewar!, un duelo espacial para dos jugadores que vio la luz en 1962. El juego ocupaba 9k de memoria y causó sensación entre los miembros del MIT; numerosas copias del mismo fueron distribuidas a través de ARPAnet y otros medios para demostrar las capacidades del nuevo PDP-1, que acabaría incluyéndolo. No obstante, a pesar de su éxito, los jóvenes programadores no patentaron su trabajo y tampoco se plantearon su comercialización, pues requería de una plataforma hardware que costaba 120 000 dólares. Con todo, el juego acabó resultando una de las ideas más copiadas en la historia de los videojuegos, y de él se escribieron numerosas versiones posteriormente, como por ejemplo las incluidas de serie en las famosas consolas domésticas de Atari y Magnavox.

### La «Brown Box»de Ralph Baer
En 1966 Ralph Baer —en ese momento diseñador jefe de Sanders Associates, una empresa que trabajaba para el ejército— reconsideró una idea que había abandonado unos años antes: un dispositivo que, conectado a un simple televisor, permitiese jugar al espectador con su aparato. Aprovechándose de su situación en la empresa, Baer comenzó a diseñar su aparato en secreto en los laboratorios de la misma por miedo a que su idea pudiese ser considerada como poco seria por sus superiores. Junto a Bill Harrison y Bill Rusch siguieron trabajando en el proyecto hasta que en marzo de 1967 finalizaron un primer prototipo que incorporaba ya una serie de juegos, entre los que se encontraban el ping-pong y un juego para dos jugadores en el que ambos debían acorralar al contrario. Baer y sus colaboradores también diseñaron un rifle que, conectado al dispositivo, permitía disparar a una serie de objetivos, y con el prototipo y varios juegos terminados decidió presentar su máquina a Herbert Campman, director de investigación y desarrollo de Sanders Associates. Interesado por la propuesta Campman ofreció 2000 dólares y cinco meses a Baer para que este completara su proyecto, una cantidad insuficiente pero que «oficializaba» el trabajo de Baer. Su "Brown Box", como llamaba Baer a la Magnavox Odissey, tuvo un efecto mucho menor en otros altos cargos de la empresa, pero en todo caso, a finales de 1967 el proyecto estaba casi completado y atrajo la atención de TelePrompter Corporation, una compañía de televisión por cable cuyos ejecutivos habían visto el aparato durante una visita a las instalaciones de Sanders. Tras unas negociaciones que duraron dos meses no se llegó a ningún acuerdo y las ideas de Baer fueron relegadas por segunda vez al olvido.

## Década de 1970

### Galaxy Game, la primera máquina arcade de la historia

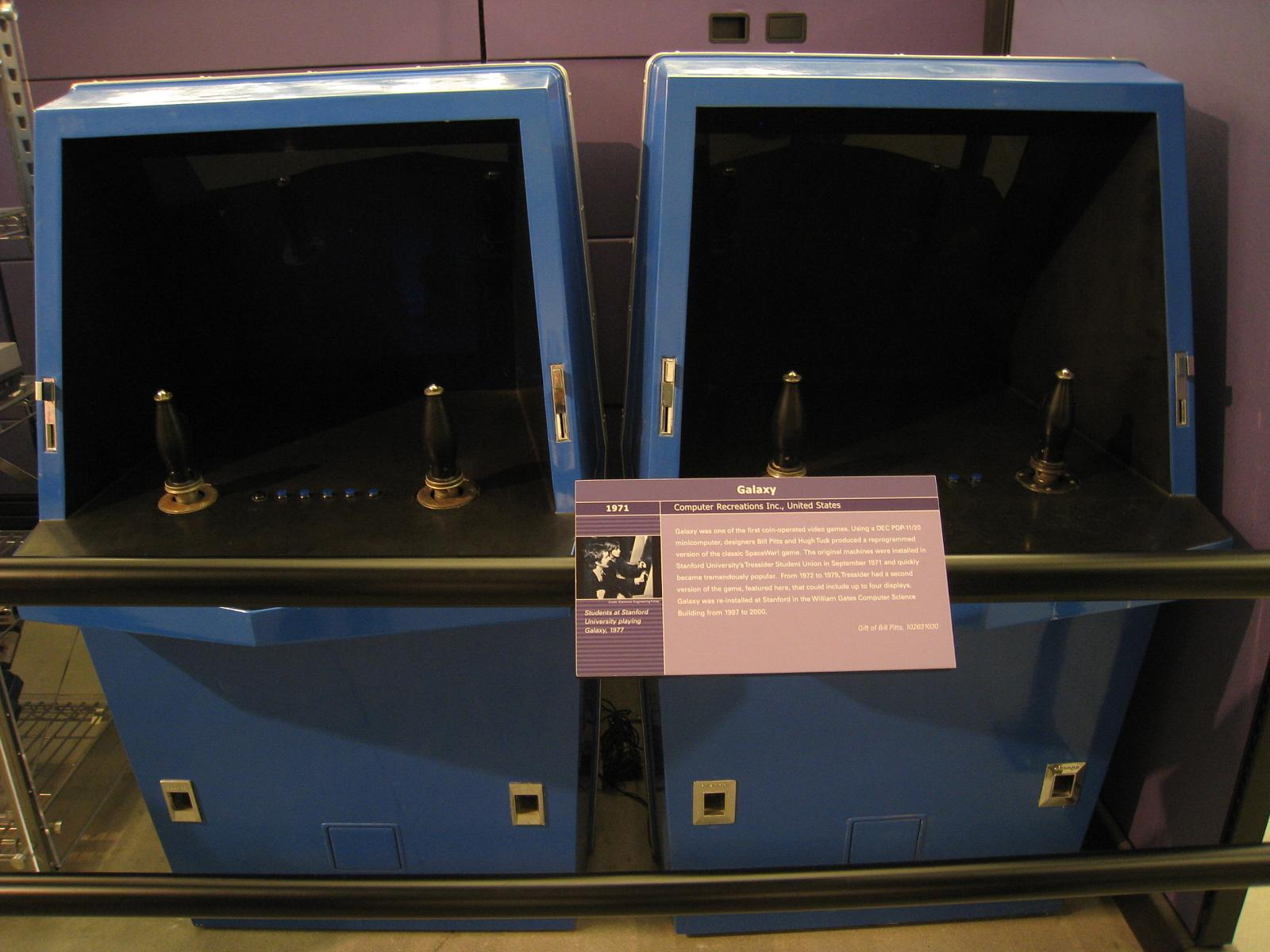
Galaxy Game, de Pitts y Tuck (1971).

A finales de la década de los 60 Bill Pits, un estudiante de la Universidad de Stanford fascinado por Spacewar! tuvo la idea de hacer una versión del juego que funcionase con monedas para su explotación en los salones recreativos. Desafortunadamente, el precio del hardware requerido para ejecutar el programa era mucho más elevado de lo que los propietarios de los salones, acostumbrados a pagar unos 1000 dólares por las máquinas electromecánicas de la época, podían permitirse. Cuando el nuevo PDP-11 apareció en el mercado al «económico» precio de 20 000 dólares, Pitts pensó que tenía ante sí la oportunidad real de construir su máquina, y llamó a Hugh Tuck, un amigo del instituto para construir un prototipo. En 1971 ambos formaron Computer Recreations, Inc., con el propósito de construir una versión operada con monedas de Spacewar!; Pitts se hizo cargo de la programación y Tuck, ingeniero mecánico, construyó la cabina. Tras tres meses y medio de trabajo habían finalizado la máquina, pero decidieron cambiar el título del programa a Galaxy Game. El invento obtuvo cierta resonancia, pero con un precio de 10 céntimos por partida, no resultaba rentable, de modo que construyeron una segunda versión de la máquina que permitía a un solo computador PDP-11 hacerse cargo de hasta ocho consolas simultáneamente, amortizando así los gastos. La máquina fue instalada en junio de 1972 en el Coffe House de Tresidder Union, cerca de la Universidad de Stanford, y allí permaneció con bastante éxito hasta 1979, cuando fue desensamblada y almacenada en una oficina. De 1997 a 2000 fue expuesta en la Universidad de Stanford, y desde entonces se exhibe en el Computer Museum History Center de Mountain View, California.

### Computer Space, los inicios de Atari

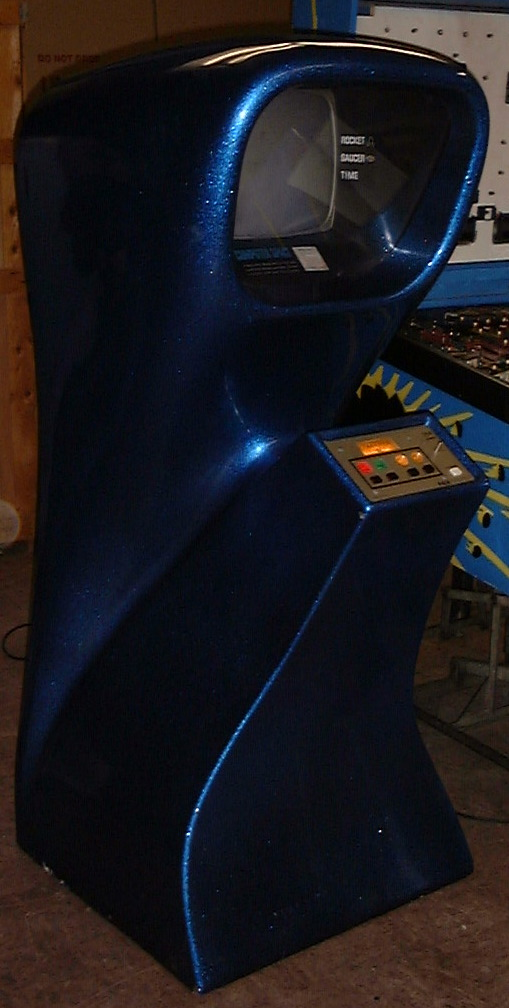
Computer Space, de Nolan Bushnell (1971).

Nolan Bushnell, como Bill Pitts, había descubierto Spacewar! durante sus días de estudiante en la Universidad de Utah, pero a diferencia de Pitts, Bushnell sí tenía un interés genuino en el negocio del entretenimiento, lo que, unido a sus altos conocimientos en el campo de la ingeniería eléctrica y su dedicación al mismo, acabó dirigiéndolo a la misma idea que había tenido Bill Pitts: introducir Spacewar! en los salones recreativos del país podría reportar una enorme suma de dinero. La idea, no obstante, resultaba complicada de poner en práctica. En 1968, mientras Bushnell trabajaba como ingeniero para Ampex, se percató de la salida al mercado del Data General Nova, un computador que costaba únicamente 3995 dólares (muy por debajo de la media de la época), y enseguida pensó en usarlo para poner en práctica su idea. Junto a Ted Dabney, otro ingeniero de Ampex, construyó un primer prototipo, pero el computador resultó demasiado lento y en 1970 el proyecto fue abandonado. Bushnell y Dabney decidieron dejar a un lado la idea de utilizar un computador de propósito general para construir una nueva máquina dedicada exclusivamente a ejecutar el programa. El nuevo aparato no poseía CPU, un componente demasiado caro en esa época, sino que usaba componentes discretos fabricados por ellos mismos así como un aparato estándar de televisión en blanco y negro como monitor. En el verano de 1971 Bushnell y Dabney se habían asociado bajo el nombre de Syzygy Engineering para presentar su prototipo a Nutting Associates, una empresa que comercializaba un aparato electrónico de preguntas y respuestas, entre otros productos. Nutting mostró interés hacia el proyecto y se encargó de la fabricación de un primer modelo, usando una carcasa de diseño futurista. En noviembre de 1971 —dos meses después de que Pitts y Tuck hubiesen instalado su primer prototipo—, el primer Computer Space se instaló en el bar Dutch Goose, cerca del campus de la Universidad de Stanford y obtuvo un éxito inmediato entre los estudiantes, animando a Nutting a la fabricación en serie del aparato. Sin embargo, cuando las primeras unidades de Computer Space se pusieron en circulación en bares y salas de juego no consiguieron el éxito esperado. El sistema de control y el objetivo de las partidas resultaban muy complicados para el público no universitario, con lo que sus creadores solo recibieron 250 dólares por su trabajo. Bushnell y Dabney finalizaron su contrato con Nutting Associates y el 27 de junio de 1972, por problemas de derechos de autor cambiaron el nombre de su empresa por el de Atari.

### Magnavox Odyssey, la primera videoconsola de la historia

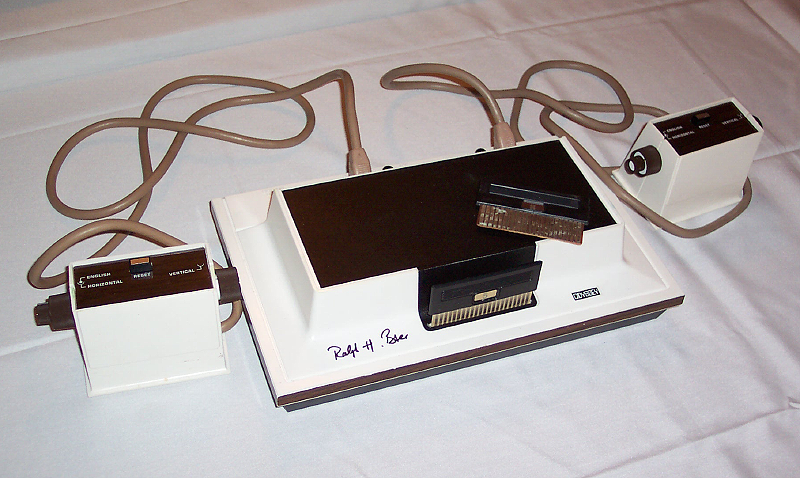
Magnavox Odyssey, de Ralph Baer (1972).

Ralph Baer no había desistido en sus empeños, y en enero de 1968 se había hecho con la primera patente por sus conceptos sobre videojuegos. Del mismo modo, había continuado presentando su «Brown Box» a distintas compañías para su posible comercialización, entre ellas a RCA, General Electric, Zenith Sylvania y Magnavox, pero todas rechazaron su oferta. En julio de 1968 Bill Enders, un exdirectivo de RCA que trabajaba para Magnavox y que había quedado impresionado con las primeras demostraciones de Baer, convenció a otros directivos de la empresa para que dieran una oportunidad a Baer. Tras una segunda demostración Gerry Martin, jefe de marketing de la división de televisión de la firma, quedó convencido y se hizo cargo del proyecto. Magnavox firmó un acuerdo con Sanders Associates —la empresa para la que trabajaban Baer y sus colaboradores— y en marzo de 1971 se aprobó definitivamente la fabricación del producto. Tras algunos cambios que afectaban sobre todo al número de juegos incluidos, comenzó la fabricación de la recién bautizada Magnavox Odyssey en una fábrica de Tennessee, y en abril de 1972 la firma presentó la nueva máquina a la prensa y a sus distribuidores. Al mismo tiempo se presentó el primer accesorio de la máquina, un rifle de plástico de buena apariencia, y diez juegos adicionales, todos ellos vendidos por separado. Los flyers de la época mostraban ya una consola de videojuegos exactamente tal y como la conocemos hoy, pero Magnavox cometió una serie de errores de marketing que jugaron en su contra: por un lado el anuncio de televisión daba la impresión de que la consola solo se podría usar con un aparato de televisión de la misma marca, lo que no era cierto; por otro lado, la distribución se limitó a las franquicias de Magnavox, lo que limitaba considerablemente el número de clientes potenciales. Con todo, se consiguieron vender cerca de 130 000 unidades en la campaña de Navidad, todo un éxito, que atrajo la atención de numerosos emprendedores, entre ellos, Nolan Bushnell.

### Pong, o el nacimiento de la industria

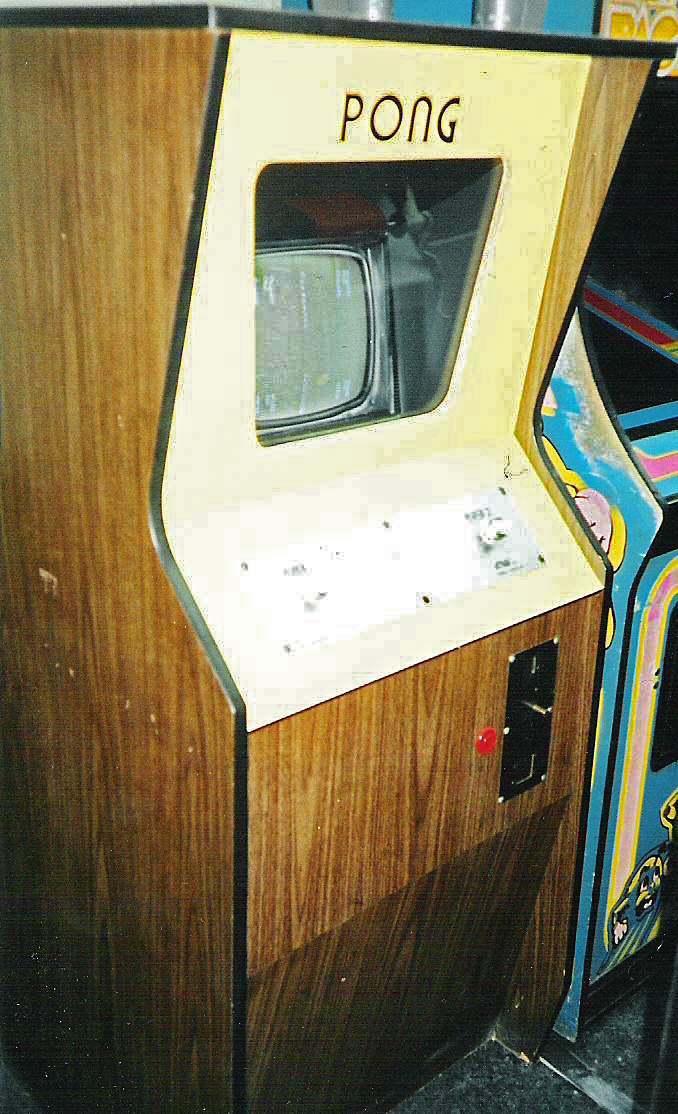
Pong, de Atari (1972).

El 24 de mayo de 1971, Nolan Bushnell estaba entre el público asistente a una demostración de la Magnavox Odyssey que estaba teniendo lugar en Burlingame, California. Bushnell tuvo la oportunidad ese día de jugar al ping-pong, uno de los juegos que incluía de serie la nueva consola, y tras este episodio contrató a Alan Alcorn, un ingeniero de Ampex a quien puso a trabajar en una versión arcade del juego que recibió el nombre de Pong.
El juego, que se convirtió en el primer título de la recién creada Atari, no suponía grandes innovaciones respecto al título de Baer, pero sí contaba con mejoras (rutina de movimientos mejorada, puntuación en pantalla, efectos de sonido, entre otras) que hacían presagiar el éxito que lograría en los salones. Cuando Bushnell y Dabney vieron el trabajo de Alcorn finalizado decidieron cambiar sus planes y probar la nueva máquina en el Andy Capp's Tavern, un local de Sunnyville, California. Al mismo tiempo Bushnell se presentó en las oficinas de Bally Midway, que por aquel entonces se dedicaba al negocio de los pinball, a presentar su trabajo, pero la propuesta fue rechazada porque, entre otras cosas, el juego no disponía de una opción para un solo jugador. Sin embargo, cuando los dueños del Andy Capp's Tavern llamaron a Alcorn para comunicarle una avería en su prototipo este descubrió que la máquina había dejado de funcionar porque su depósito de monedas se hallaba repleto. Este episodio animó a Bushnell, quien se dirigió a Nutting Associates, pero la respuesta fue también negativa, lo que terminó por convencerlo de que debía ser la misma Atari la que se hiciera cargo de la fabricación y distribución de las máquinas. Las primeras once unidades se vendieron con facilidad, lo que supuso una entrada de capital en la empresa que Bushnell utilizó para ampliar sus instalaciones; lo mismo ocurrió con la segunda entrega de 50 máquinas. Cuando la empresa se vio desbordada con pedidos que no podía atender, Bushnell pidió un préstamo de 50 000 dólares para hacer frente a un pedido de 150 aparatos y se dirigió a una oficina de desempleo para contratar a un buen número de operarios. A pesar de los numerosos problemas que estos ocasionaban (entre los nuevos empleados se encontraban no pocos adictos a la heroína y el hachís, lo que contribuyó a difundir la imagen hippie de la empresa), Bushnell pudo hacer frente a sus pedidos, lo que supuso el espaldarazo definitivo para el juego y para la nueva empresa. De repente el país se encontraba inundado de máquinas Pong, así como de copias manufacturadas por compañías de la competencia. La japonesa Taito lanzó al mercado oriental su propia versión del juego, y lo mismo ocurrió en países como Francia o Italia. El enorme éxito de la máquina de Atari impulsó las ventas de la Odyssey, la consola que le había dado origen, y a finales de 1974 había cerca de 100 000 máquinas arcade solamente en Estados Unidos que generaban más de 250 millones de dólares anualmente. La industria de los videojuegos había nacido definitivamente.

### El liderazgo de Atari

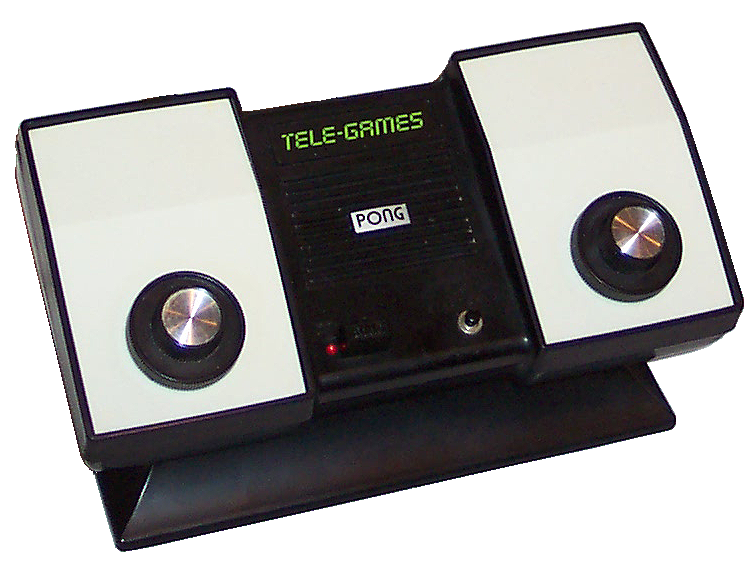
El controlador del Sears Telegame Atari Pong, primera consola de Atari (1975).

El inmenso éxito de Pong en 1972 reestructuró por completo el negocio del entretenimiento. Los videojuegos eran más novedosos y confiables que los juegos electromecánicos típicos de la época, pues carecían de elementos mecánicos susceptibles de rotura y desgaste. En 1973 quince compañías se habían lanzado al negocio de los videojuegos, un negocio que un año antes estaba exclusivamente en manos de Atari. Los videojuegos de estas compañías no dejaban de ser simples copias de Pong, mientras que la compañía que había creado el juego original seguía aportando nuevas innovaciones. Bushnell llegó a editar un manifiesto de circulación interna de clara inspiración hippie en el que declaraba que la compañía «mantendría una atmósfera social donde todos serían amigos y camaradas, aparte de la organización jerárquica» y que «Atari no toleraría ningún tipo de discriminación, incluyendo la dirigida a los peludos y a los no peludos». En la práctica el manifiesto se tradujo en una falta de horarios establecidos, así como la eliminación de cualquier regla sobre el uso de indumentaria de trabajo y cosas por el estilo. El tipo de liderazgo ejercido por Bushnell resultaba también muy particular, pues entre otras cosas, celebraba formidables fiestas como una forma de incentivar a sus empleados, tolerando abiertamente el uso (y abuso) de todo tipo de drogas entre los mismos. Lejos de resultar contraproducentes, estas prácticas promovieron un excelente ambiente de trabajo y la firma comenzó a comercializar una serie de productos cada cual más innovadora. Mientras sus competidoras no hacían más que lanzar nuevas copias de Pong, Atari comercializó nuevos éxitos como Space Race, Rebound o Gotcha (1973), Quadrapong, Touch-Me, Tank, Qwak! o Gran Trak 10 (1974), cada uno de los cuales suponía en la práctica la inauguración de un nuevo género.
Tras una fallida incursión en el mercado japonés, Bushnell creó Kee Games en 1973, una compañía filial dirigida por su amigo Joe Keenan que fue presentada como la competencia de Atari. La nueva firma comercializó varios clones de los productos de Atari permitiendo a esta vender juegos «en exclusiva» a dos distribuidores al mismo tiempo, con lo que Bushnell conseguía burlar las leyes de la industria. En diciembre de 1974 la relación entre ambas compañías salió a la luz, pero Kee Games siguió comercializando títulos hasta 1978, año a partir del cual sus máquinas llevaban el sello "Kee Games, a wholly owned subsidiary of Atari, Inc».
En 1975 salió al mercado el Telegames Pong, la primera consola doméstica de Atari distribuida por Sears. El nuevo producto, que permitía jugar a Pong en casa, obtuvo un éxito inmediato, vendiendo cerca de 150 000 unidades, generando una enorme cantidad de ingresos para la compañía y atrayendo a numerosos competidores. En las navidades de 1977 se podían contabilizar más de 60 copias diferentes del aparato de Atari, y solo en Estados Unidos habían sido vendidas 13 000 000 de unidades. La llegada de un nuevo tipo de microchip —el microprocesador— a finales de la década supuso una nueva revolución en la incipiente industria de los videojuegos.

### Microprocesador Digital
Gun Fight (Western Gun), sacado en 1975, es un videojuego digital de la empresa Midway (Taito).

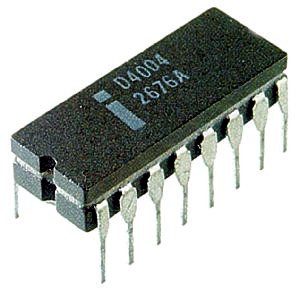
Un microprocesador Intel 4004.

Las primeras controversias, las nuevas tecnologías y las otras innovaciones empezarían en 1971 cuando Intel había sacado al mercado el primer microprocesador de propósito general de la historia, su modelo Intel 4004 diseñado originalmente para una calculadora de sobremesa. En 1974 Jeff Frederiksen de Nutting Associates diseñó un nuevo prototipo de pinball adaptando un 4004 a una máquina de Bally, y su prototipo salió al mercado al año siguiente con el nombre de «Spirit of 76», la primera máquina recreativa de la historia que incorporaba tecnología digital. Todos los videojuegos de la época usaban circuitería TTL, lo que significaba que cualquier cambio que se quisiese introducir en el diseño requería la manipulación física del hardware, usualmente soldando y resoldando los circuitos, y la tecnología del microprocesador eliminaba este inconveniente, de modo que resultaba natural que los diseñadores de videojuegos la adoptasen en cuanto tuvieron noticia de ella. La nueva tecnología permitía nuevas posibilidades en la programación de videojuegos, expandiendo las posibilidades gráficas y la jugabilidad mucho más allá de lo que permitía la tecnología TTL, pero sustituía la figura del ingeniero por la del programador como creador de los mismos, una noción a la que los fabricantes tuvieron que adaptarse. A mediados de 1975 sale al mercado Gun Fight, un arcade de Bally Midway que se inspiraba en un título de Taito y que incorporaba por primera vez en la historia un microprocesador. El juego innovó además en otros sentidos, pues por primera vez se podía ver en la pantalla a dos figuras humanas combatiendo entre sí —inaugurando el género de lucha— y porque introducía asimismo la noción de controles separados para el movimiento y para la dirección. Los últimos títulos que utilizaban tecnología TTL salieron al mercado en 1976: Breakout de Atari y Death Race de Exidy.
Fue Steve Jobs, quien posteriormente sería presidente de Apple Computer, quien se encargó originalmente de la primera versión de Breakout. Cuando Bushnell le dio el trabajo a Jobs, le ofreció un pago fijo de 700 dólares y un bono de 5 000 si la cantidad de chips no se excedía de 50. Presentó la tarea a su amigo Steve Wozniak, quien logró reducir el número de chips necesarios a 42. Sin embargo, de los 5700 que obtuvo Jobs por este trabajo, solo ofreció 350 a Wozniak, diciéndole que le habían pagado tan solo los 700 del pago fijo, ya que no le había dicho nada del bono. A la postre, el esfuerzo de Wozniak resultó en vano, pues su diseño no pudo ser reproducido en los laboratorios de Atari, y Al Alcorn, jefe técnico de la compañía, asignó el proyecto a otro ingeniero que terminó utilizando 100 chips en su diseño. El juego, terminado en abril de 1976, obtuvo un éxito inmediato, y ha sido portado a prácticamente todos los sistemas de videojuegos desde entonces, generando infinidad de imitaciones.
Death Race, lanzado por Exidy en enero de 1976 se basaba en un juego anterior de la compañía, Destruction Derby de 1975. La idea consistía en conducir un coche atropellando el mayor número posible de zombis, pero la violencia explícita del juego no tardó en generar una importante polémica, poniendo por primera vez sobre la mesa la cuestión de hasta qué punto este tipo de videojuegos podría afectar negativamente a los usuarios de corta edad. Ante las crecientes protestas, Exidy no tardó en retirar algunas de sus máquinas del mercado, pero los pedidos, en realidad se incrementaron. El juego es considerado por muchos como el primer videojuego polémico de la historia.
Por su parte Night Driver de Atari, lanzado en 1976 y programado por Dave Sheppard, muestra un aspecto muy semejante a los modernos juegos de carreras, además de contar con una innovadora cabina con la que se pretendía simular la sensación real de estar conduciendo un coche.

### Ordenadores personales, aventuras conversacionales y aventuras gráficas

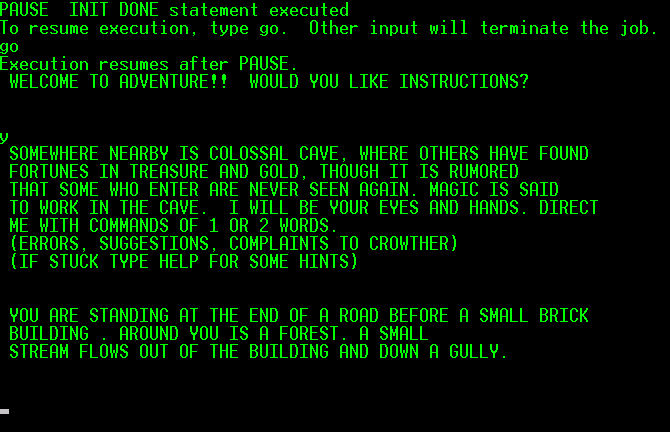
Una captura de pantalla de Adventure, de Bill Crowthers (1975).

El ordenador, medio donde habían aparecido originalmente los videojuegos, era un lujo al alcance de muy pocos todavía a mediados de la década de 1970. Los primeros ordenadores personales comenzaron a aparecer en esa época, pero al principio carecían de monitor, y el único dispositivo de visualización eran las lentas impresoras que los usuarios podían conectar a sus máquinas. El éxito de los videojuegos en los salones recreativos estimuló la aparición de los primeros videojuegos programados por los usuarios de estos aparatos, pero las tremendas limitaciones de la primera generación de ordenadores personales imponían ciertas limitaciones al desarrollo de los programas. La lentitud del sistema dejaba a un lado la posibilidad de crear juegos de acción, y provocó de manera natural la aparición de juegos conversacionales o por turnos. La inmensa mayoría de esos juegos resultaban sumamente crudos, siendo versiones de juegos clásicos como el ahorcado o el juego de los barquitos. Sin embargo, el programa ELIZA de Joseph Weizenbaum —un profesor del Instituto Tecnológico de Massachusetts— había impresionado a muchas personas, y entre estas se encontraba Will Crowther, un programador que trabajaba para el Departamento de Defensa estadounidense. Crowther, un aficionado a los juegos de rol, se había divorciado en 1975 y decidió escribir un juego para poder compartir con sus hijas. Usando un PDP-10, escribió un programa en el que el jugador, usando frases en lenguaje natural, debía salir de unas cuevas y resolver una serie de misterios. El juego gustó no solo a las hijas de Crowther, sino a muchos otros usuarios del computador, quienes comenzaron a copiarlo a través de ARPAnet para jugar en sus ratos libres a escondidas de los administradores de los sistemas. Este sufrió diversas modificaciones (la más importante de las cuales fue llevado a cabo por Don Woods) y en 1976 había logrado una gran popularidad. Adventure no fue el primer programa conversacional (antes se habían lanzado Startrek o Wumpus, por ejemplo), pero sí el más influyente, inaugurando en la práctica un género que dio lugar mucho más tarde a títulos como Ultima, Rogue, o Zork.

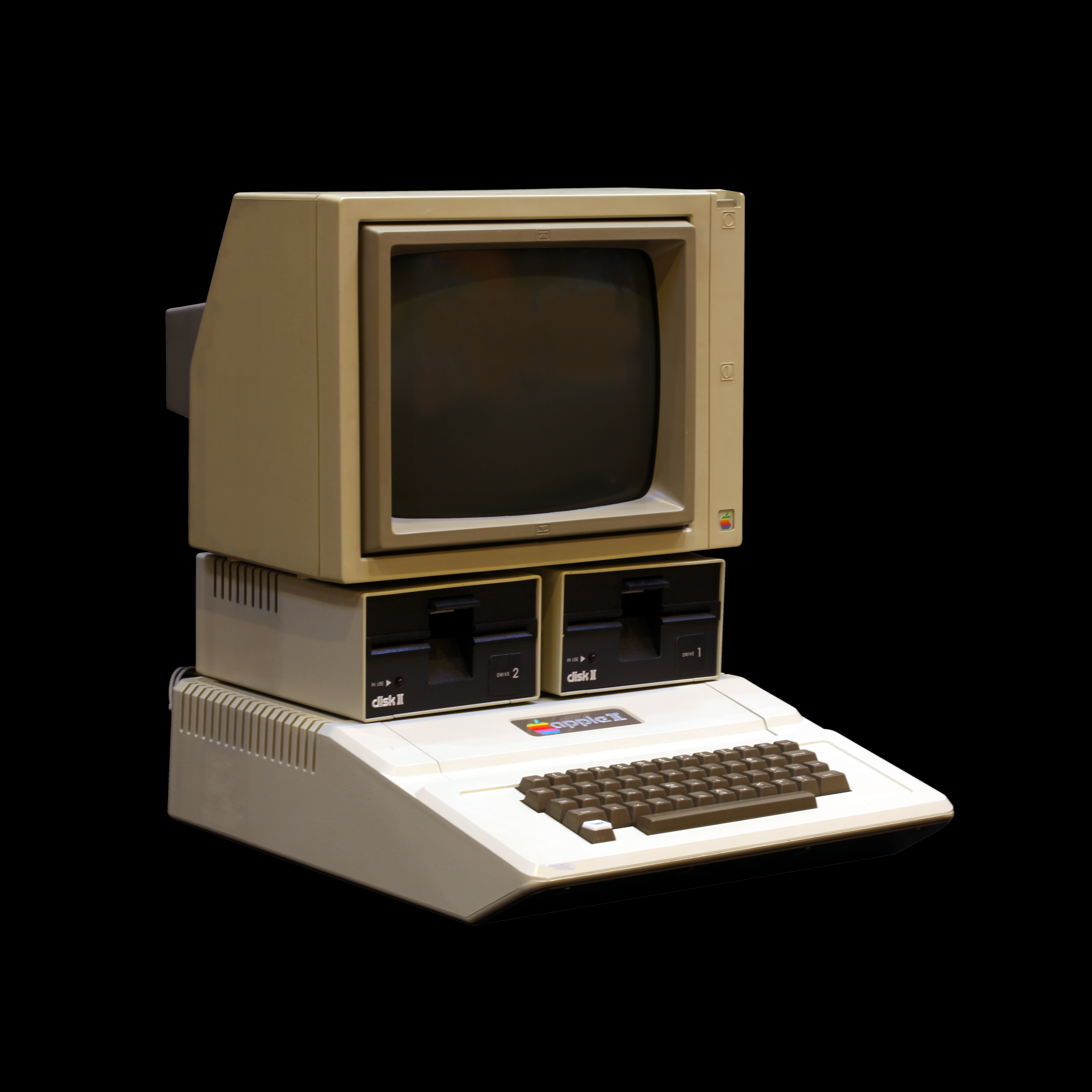
Apple II, uno de los primeros ordenadores personales (1977).

Mientras tanto, los nuevos ordenadores personales como el Altair 8800 o el KIM-1 iban haciendo su aparición en el mercado. Steve Wozniak, tras finalizar su trabajo con el Breakout de Atari, y haber vendido sus primeros Apple I, había decidido construir un ordenador personal más potente, una máquina que dispondría de gráficos en color, sonido y conectores para los controladores de juego y para los receptores de televisión. Junto con Steve Jobs presentó su idea a Nolan Bushnell, pero este la rechazó. Finalmente, con el apoyo financiero de Mike Markkula consiguieron lanzar en 1977 su Apple II, un modelo mucho más avanzado que resultaba perfecto para el diseño de los videojuegos. A pesar la competencia del PET de Commodore y del TRS-80 de Tandy, el nuevo ordenador abrió un importante hueco en el mercado, inaugurando definitivamente la era de la microinformática. Los primeros juegos para ordenadores personales no tardaron en aparecer: Microchess para KIM-1 (1976) o Adventureland para TRS-80 (1978) estuvieron entre los primeros, pero muy pronto apareció una «industria casera» de fabricación y venta de videojuegos que no tardaría en dar jugosos frutos. Scott Adams recibió 7 000 dólares por Adventureland, que era distribuido en bolsas Ziploc con las instrucciones fotocopiadas, Infocom, los creadores de Zork vendieron miles de copias del juego, y en 1980 Ken y Roberta Williams, futuros fundadores de Sierra Entertainment publicaron para Apple II Mystery House, un juego inspirado en Adventure que incluía por primera vez detalles gráficos y que logró vender más de 3 000 copias. Tanktics, en 1977 inauguró el género de los wargames y Alakabeth de Richard Garriot hizo lo propio con los juegos de rol en 1979.

### Nuevas consolas,Handheldsy otros formatos

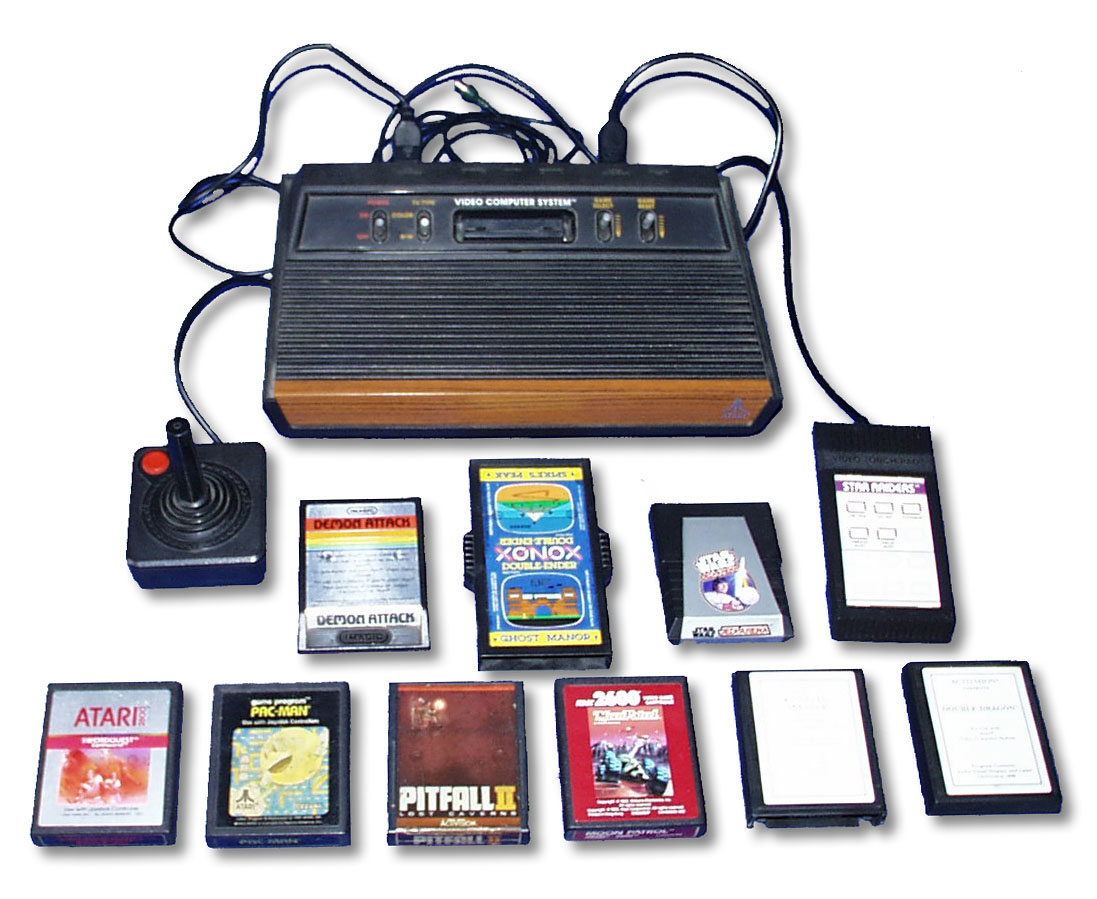
Atari 2600, la segunda consola de la compañía (1977).

A principios de 1976 Atari se encontraba preparando uno de sus proyectos más importantes, la nueva consola Atari 2600 (también llamada Atari VCS) que iba a ser la primera en utilizar tecnología de microprocesador y la primera de la compañía en utilizar cartuchos intercambiables. Los problemas económicos por los que atravesaba la empresa hicieron retrasar el lanzamiento del nuevo aparato, y en agosto de 1976 apareció la nueva Fairchild Channel F, una máquina de una empresa rival que adelantaba por primera vez la tecnología de Atari, hasta entonces líder indiscutible del mercado. Con un precio de 169 dólares con 95 centavos, la nueva consola incorporaba dos juegos tipo Pong en su circuitería ROM, pero Fairchild también ofrecía cartuchos de juegos vendidos separadamente a 19 dólares con 95 centavos. El nuevo aparato fue un éxito, pero a inicios de 1977 RCA comercializaría una nueva consola similar, la RCA Studio II que no poseía gráficos en color pero se vendía por 20 dólares menos que el aparato de Fairchild. Bushnell había decidido vender su compañía para conseguir el capital que le permitiría sacar adelante su proyecto y en octubre de 1976 la multinacional Warner Bros. había comprado Atari por 28 millones de dólares convirtiéndolo en un millonario. En octubre de 1977, finalmente, salió al mercado la nueva consola de Atari con un catálogo de juegos muy superior al de sus competidoras, pero las ventas en las navidades de ese año estuvieron por debajo de las previsiones. En cualquier caso, a principios de 1978 el nuevo mercado de las consolas de videojuegos domésticas estaba ya perfectamente definido.

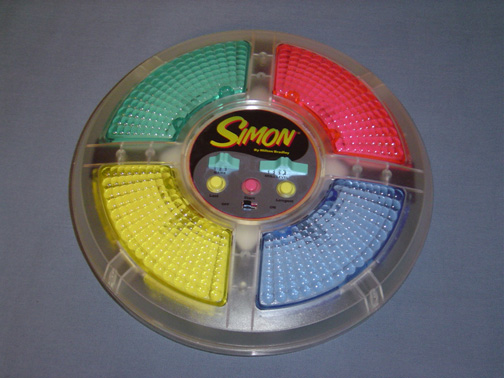
Simon (juego), otro invento de Ralph Baer (1978).

Mientras tanto surgieron otras ideas radicalmente novedosas: Mattel comercializó en 1976 su Auto Race, el primer videojuego portátil de la historia, y seguidamente hizo lo propio con Football, con mucho más éxito. Texas Instruments lanzó su Speak & Read, un dispositivo portátil de carácter educativo dirigido a los niños que era capaz de una síntesis muy primitiva de la voz humana, y Ralph Baer volvió a revolucionar el mercado con su famoso Simon en 1978.

### La invasión japonesa:Space Invaders

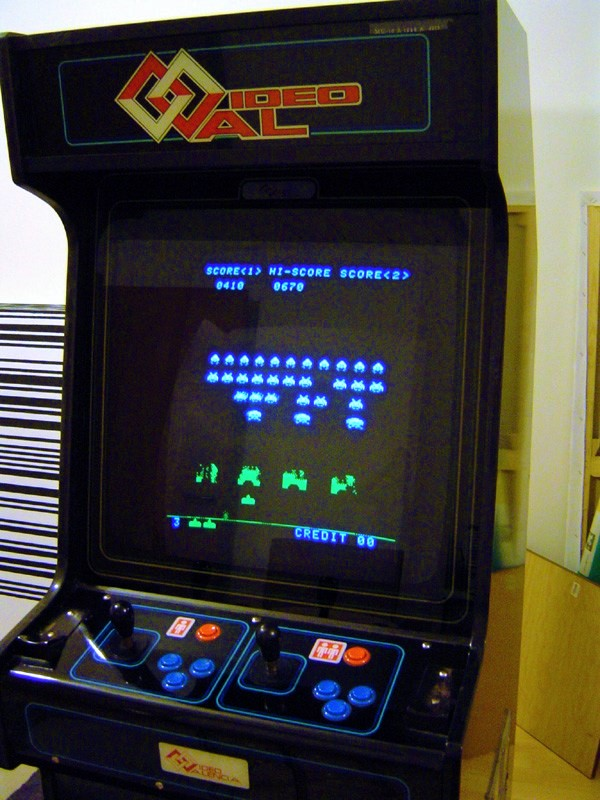
Space Invaders, Taito (1978).

En 1978, tras presentar una demanda a Atari por haberse basado en ping-pong de 1972 para su éxito Pong, Magnavox introdujo su Odyssey II para hacer competencia a la VCS 2600 de Atari. Bushnell, cada vez más alejado de la dirección de su compañía, fue finalmente sustituido por Ray Kassar, un ejecutivo sin experiencia en videojuegos que cambió radicalmente la filosofía de la compañía, centrándose en el mercado de los ordenadores personales y poniendo fin a la época dorada de Atari.
Mientras tanto, en Japón Toshihiro Nishikado adoptó la nueva tecnología de microprocesadores e, influido por Speed Race, creó para Taito Space Invaders, un juego que originalmente consistía en disparar contra tanques y aeroplanos, pero que, en parte por la presión de la compañía y en parte por el gran éxito que el film Star Wars estaba cosechando en la época, acabó adoptando su forma definitiva de batalla espacial. El juego obtuvo inmediatamente un éxito de dimensiones descomunales, fue convertido a todos los formatos importantes de la época y dio lugar a numerosas continuaciones e infinitos clones. No solo inició un género que sería la base en el desarrollo posterior de los videojuegos (el de los Matamarcianos o «matamarcianos»), sino que situó definitivamente a la industria japonesa en el lugar que le correspondía e impulsó definitivamente la fiebre de los videojuegos a nivel mundial, iniciando la que en la literatura especializada se conoce como la Edad dorada de los videojuegos.

## Década de 1980

### La edad de oro de los videojuegos (1978-1983)

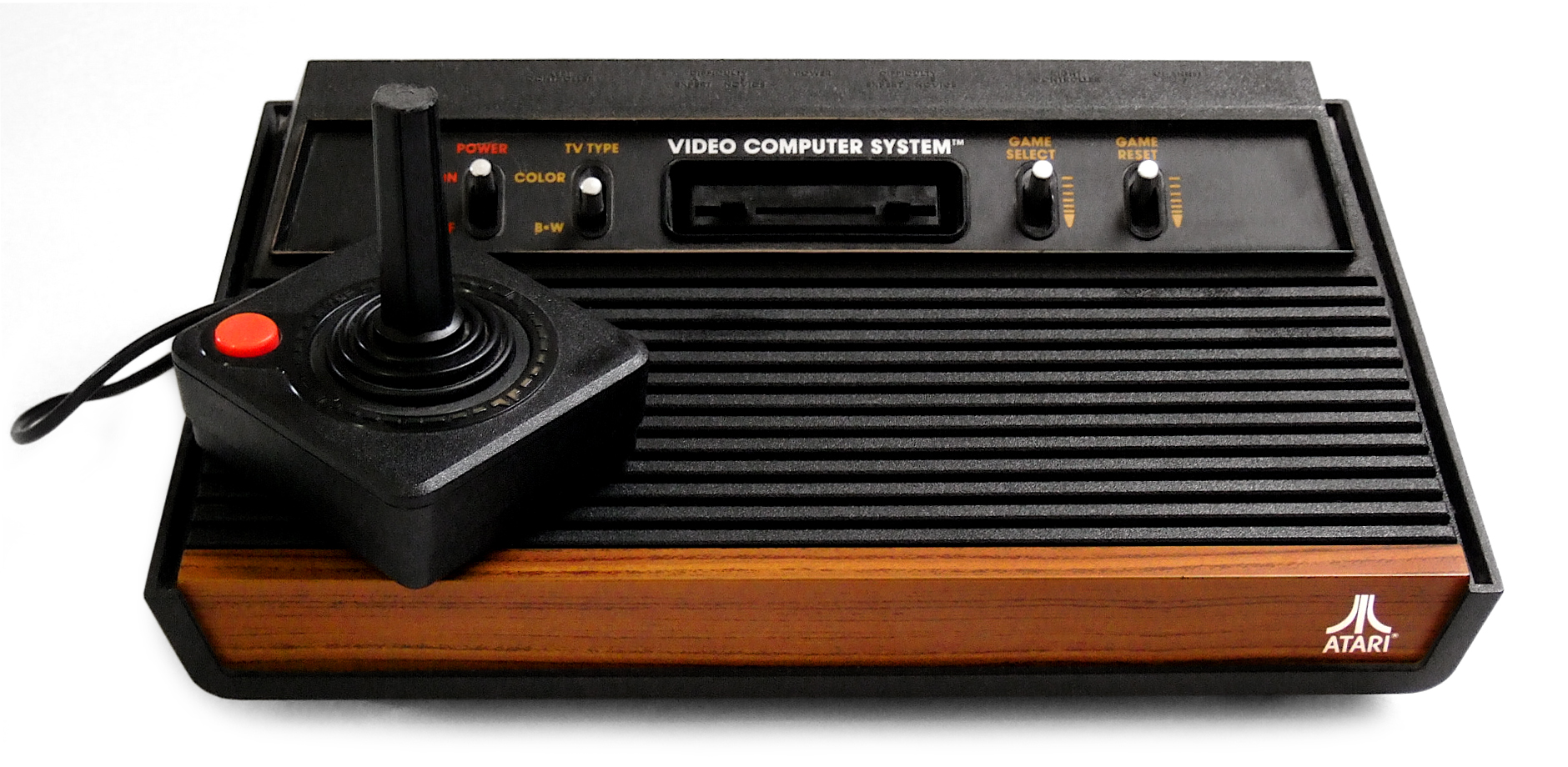
Atari 2600.

En el verano de 1982 la fiebre por los videojuegos aumentó considerablemente. Desde que Space Invaders irrumpió en el mercado en 1978 los ingresos generados por la industria habían pasado de los 454 millones de dólares de ese año hasta los 5 313 millones de 1982, es decir, estaba incrementando sus beneficios un 5 % mensualmente. El interés del gran público por los videojuegos parecía no tener fin y las máquinas recreativas se encontraban por doquier, desde los bares y restaurantes hasta los hoteles y supermercados. Tal fue el éxito de la Atari VCS en Estados Unidos que en el país muchas familias disponían de una unidad conectada a su televisor, y algunos programadores de juegos habían pasado de simples aficionados a verdaderos millonarios. Las más importantes compañías dedicadas al negocio del entretenimiento habían creado sus divisiones de videojuegos, como sucedía con Lucasfilm, Walt Disney Pictures, Quaker Oats, Parker Brothers, 20th Century Fox o Thorn EMI, e incluso McDonald's se había asociado con Atari. El gobierno estadounidense favorecía el crecimiento de una incipiente industria que, a su vez, se veía favorecida por las crecientes capacidades gráficas y sonoras de las nuevas generaciones de computadoras.
Los gráficos vectoriales habían sido utilizados con cierta profusión desde hacía años, pero el primer videojuego en utilizar la nueva tecnología fue Space Wars (1977), una versión del clásico Spacewar! de 1962 creada por Larry Rosenthal (más tarde fundador de Vectorbeam) y publicado por Cinematronics. La empresa se especializó en los videojuegos vectoriales contratando a Tim Skelly, quien realizó una serie de títulos para la compañía de 1978 a 1981, entre ellos Armor Attack (1980) o The War of the Worlds (1979). Por su parte Atari ya había estado trabajando en la nueva tecnología, y en 1979 lanzó Lunar Lander, seguido de Asteroids que obtuvo un éxito inmediato y acabó convertido en un clásico.
La irrupción del color en el mundo de los videojuegos tuvo lugar en 1979 con Galaxian, un título de la japonesa Namco que, siguiendo la estela de Space Invaders, resultó tremendamente popular al tiempo que marcaba la evolución del género. Missile Comand (1980), Tempest (1981) o Space Duel (1982), todas de Atari, combinaban los gráficos vectoriales con el uso del color, al igual que Defender (Williams, 1981), el primer matamarcianos horizontal y uno de los títulos más rentables de la historia. Galaga, de Namco (1981) seguía la estela de Galaxian con avances gráficos cada vez mayores, como Frogger o Centipede, pero ninguno pudo hacerle frente a Pac-Man, del japonés Toru Iwatani (1980), que es, para muchos aficionados y diversos críticos especializados, el videojuego más popular de todos los tiempos.
Iwatani se había propuesto crear un videojuego de laberintos libre de violencia y no centrado en un personaje masculino, puesto que la mayoría de los visitantes de los salones recreativos eran varones. Iwatani decidió que el juego giraría en torno a la idea de comer algo, y puesto que la imagen que le vino a la cabeza cuando trató de figurarse con qué disfrutaban más las mujeres no fue otra que imaginarlas comiendo un trozo de pizza, ese fue el personaje elegido. Para el diseño de los enemigos, Iwatani se inspiró en ciertas figuras del arte kawaii que ya había empleado en su anterior videojuego Cutie Q, y que se inspiraban asimismo en los diseños del personaje Hello Kitty, de la compañía Sanrio. Las limitaciones técnicas de las máquinas de la época lo obligaban a utilizar diseños muy simples, pero Iwatani se esforzó en crear unos personajes simpáticos que agradaran por igual a hombres y a mujeres. El programa, a la inversa de la tendencia de la época, había sido diseñado para ser jugado relajadamente, y evitar cualquier signo de ansiedad en el jugador, pero en contra de lo que cabía esperar resultó un éxito inmediato y sin precedentes. Pac-Man no solo reventó las cifras de recaudación de otros videojuegos, sino que atrajo masivamente al público femenino a los salones recreativos e inauguró la industria paralela del merchandising en los videojuegos. La «fiebre Pac-Man» impactó a todo tipo de sectores, el juego fue portado a todos los sistemas de la época y clonado infinidad de veces, dando lugar, además a toda una serie de videojuegos que, con el título de la franquicia, continuaron explotando el diseño básico y los personajes de los videojuegos más popular de todos los tiempos.
Mientras tanto Activision había entrado en el negocio de los videojuegos con varios títulos para la VCS que habían cosechado un gran éxito. Por primera vez en la historia, una compañía externa desarrollaba juegos para la consola Atari, un ejemplo que pronto sería imitado por otras firmas. Los cambios a nivel directivo que se habían producido en la pionera Atari provocaron la marcha de algunos de sus empleados, que fundaron Imagic en 1981 para seguir produciendo juegos para la VCS, siguiendo el ejemplo de Activision. En 1982 Atari continuaba siendo la compañía que lideraba el mercado, pero solo a nivel comercial; los tiempos en que la empresa de Nolan Bushnell redefinía el mercado con cada uno de sus títulos comenzaba a decaer.

### La era de los 8 bits

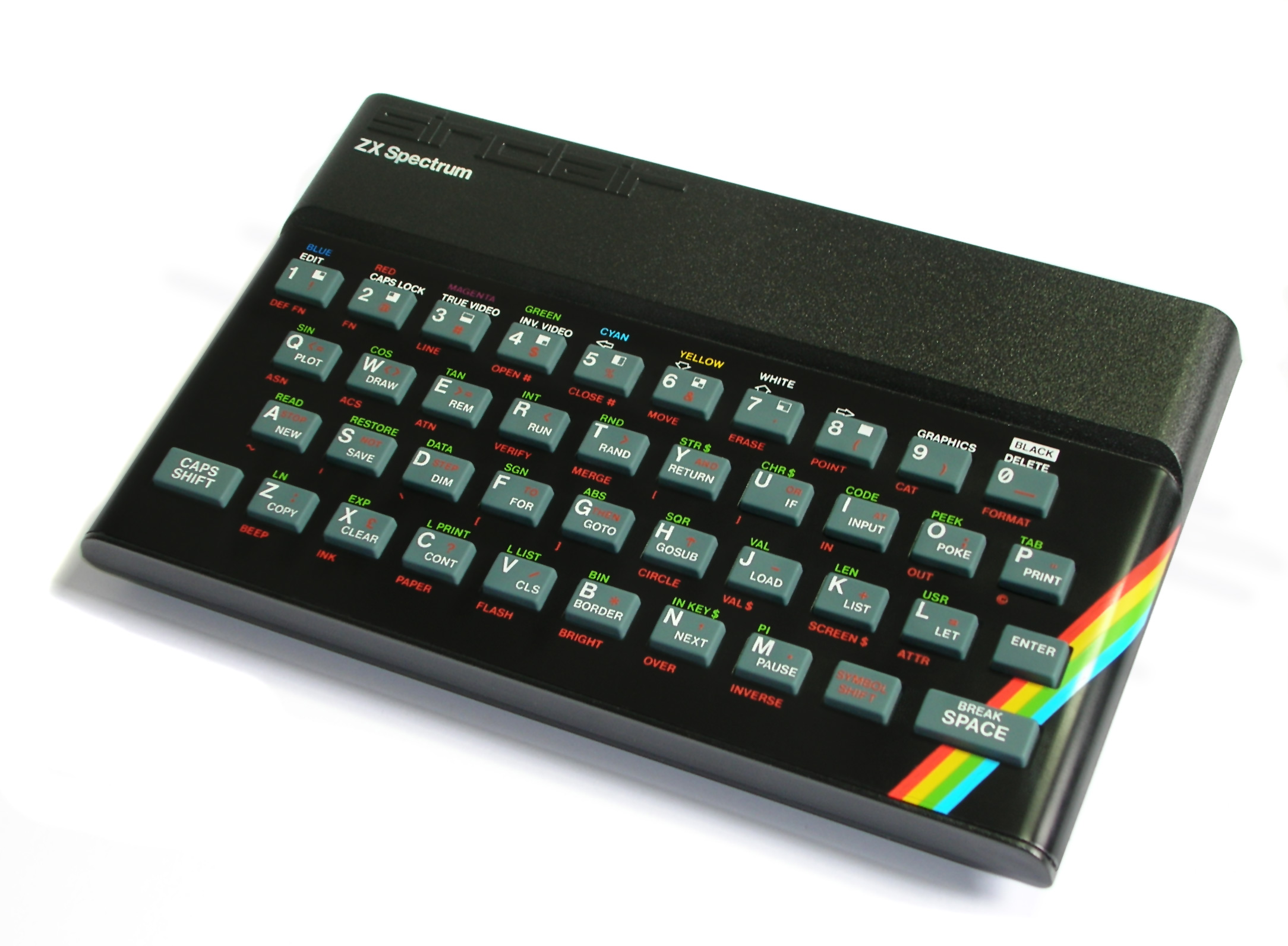
ZX Spectrum 48k, de Sir Clive Sinclair (1982).

A principios de la década de 1980, Europa se encontraba muy por detrás de Estados Unidos y Japón en lo que respecta al desarrollo de su industria de videojuegos, y desempeñaba más el papel de consumidor que de productor. El crecimiento del mercado europeo incitó a Atari a instalar una delegación en Irlanda para facilitar la distribución de sus productos que, sin embargo, seguían siendo desarrollados en Estados Unidos. Los desarrolladores europeos habían estado más activos en lo que se refiere al mundo de las consolas, y así, desde que la Magnavox Odyssey se había lanzado en el continente en 1973 había aparecido una serie de productos similares: en 1974 apareció, por ejemplo, la Videomaster Home T.V. Game de origen británico, seguida de la VideoSport MK2 del mismo año y de la italiana Zanussi Ping-O-Tronic de 1975.
Microdigital, una de las primeras tiendas de informática de Liverpool y de toda Europa abrió sus puertas en 1978 y durante los siguientes años se convirtió en una especie de lugar de peregrinación para los aficionados de todo el continente. Dos de sus empleados, Tony Milner y Tony Badin, con la ayuda de Dave Lawson, fundaron Bug-Byte en 1980 con la intención de distribuir los juegos que estaban programando. Es en este contexto que apareció el Sinclair ZX80, un nuevo invento del también británico Clive Sinclair que prometía revolucionar el mercado.
En 1981 Sinclair sacó al mercado su ZX81, un modelo mejorado que incorporaba 1Kb de RAM (ampliables a 64, si bien lo habitual era encontrarlos con 16k de memoria) y que, por su reducido precio, supuso la punta de lanza para la penetración definitiva de los ordenadores personales en los hogares europeos. Los primeros juegos para el sistema no tardaron en aparecer: Kevin Toms comercializó (vía venta directa por correo) su Football Manager en 1982, un juego en modo texto que daba inicio al género de los simuladores de estrategia deportiva, y Mel Croucher publicó varios títulos de carácter extraño y surrealista, como PiMan y Can of Worns, que resultarían sumamente influyentes en el desarrollo de títulos posteriores como Manic Miner o Jet Set Willy.
En abril de 1982 sale al mercado un nuevo modelo, el ZX Spectrum que logra unas ventas muy superiores a sus rivales más directos (Commodore 64 y BBC Micro) y que se establecería como uno de los ordenadores más populares de Europa. Manic Miner, uno de sus primeros títulos, definió el género de plataformas y obtuvo un éxito tal que motiva a Matthew Smith, su creador, a abandonar Bug Byte para formar Software Projects, con el que publicaría el también clásico Jet Set Willy. Ambos títulos iniciaron formalmente una corriente conocida como «surrealismo británico», caracterizada por su preferencia hacia lo extraño y lo psicodélico, así como por la influencia del mundo de las drogas alucinógenas y el humor surrealista de Monty Python.

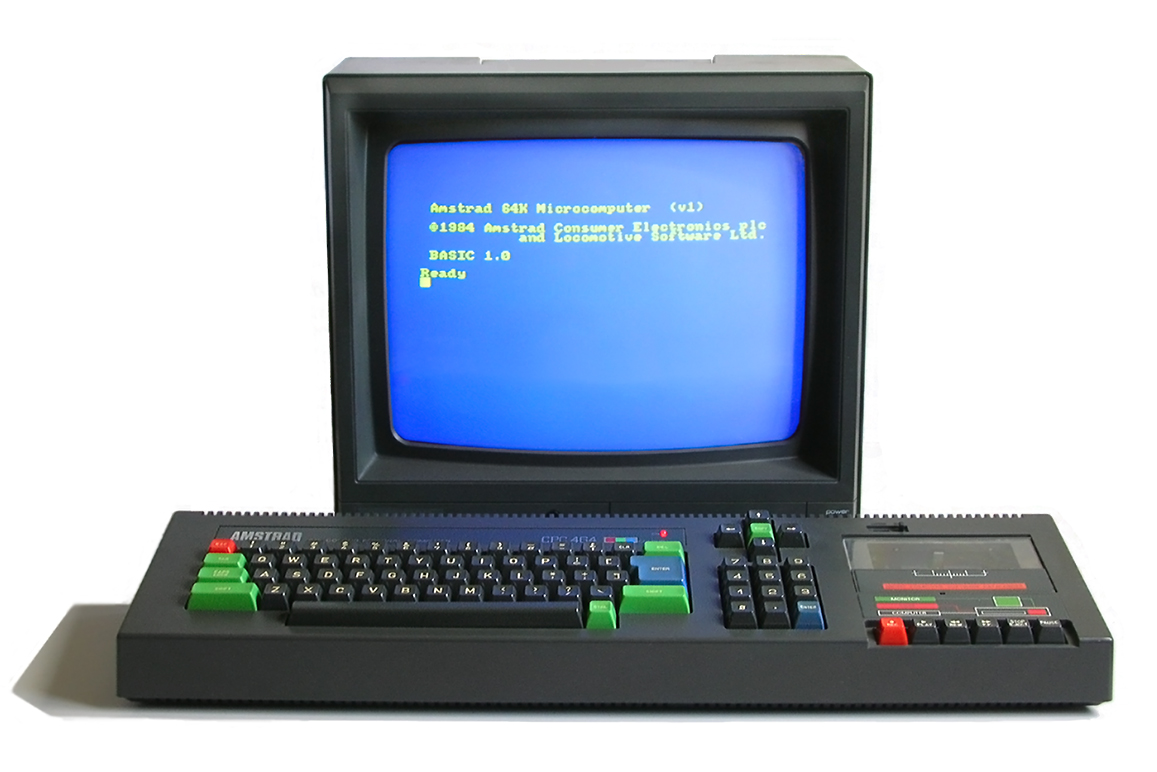
Amstrad CPC 464 (1984).

En 1983 la compañía británica Ultimate, de los hermanos Chris y Tim Stamper publicó Knight Lore, el primer videojuego para Spectrum en perspectiva isométrica 3D. Las críticas fueron entusiastas, y el juego resultó un tremendo éxito, hasta el punto de que desde su publicación muchos lo consideran como uno de los mejores y más importantes juegos desarrollados jamás para el Spectrum. Los hermanos Stamper usaron la técnica Filmation que habían desarrollado para Knight Lore en otros juegos como Alien 8 y  Night Shade (1985) o Gun Fright, de 1986, siendo adoptada por otros títulos emblemáticos como Batman (1986) o Head Over Heels (1987), publicados por Ocean Software y escritos por Jon Ritman y el grafista Bernie Drummond.

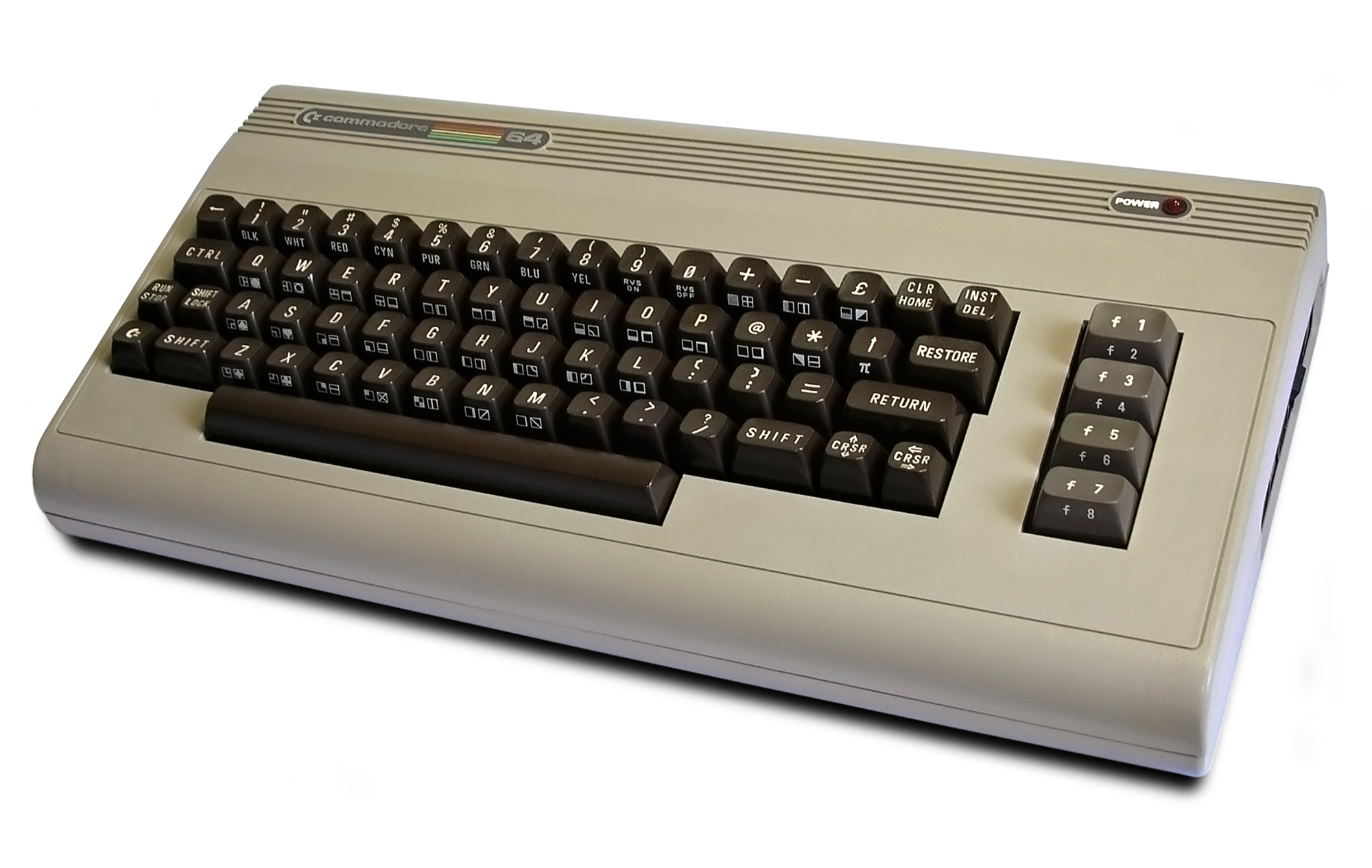
Commodore 64 (1982).

En 1984 Alan Sugar presentó su Amstrad CPC 464, un nuevo ordenador personal de prestaciones superiores, como 64k de memoria, 16 colores y un mejor chip de sonido, que obtuvo un buen nivel de ventas, pero que no llegó a liderar el mercado europeo, dominado por la máquina de Sinclair. Sugar había construido prototipos de su modelo desde 1983, y cuando presentó el nuevo CPC ya disponía de un catálogo de 50 juegos para el aparato, lo que facilitó su penetración en el mercado. El hecho de que los ordenadores personales estaban reservados a los entusiastas de la electrónica comenzaba a disminuir: de hecho el Amstrad CPC 464 estaba dirigido a un público de masas, e incluía todo lo necesario para su funcionamiento, incluyendo el monitor, la unidad de casete y los cables y conectores necesarios. Se comercializaron varias versiones del modelo, y el éxito de Amstrad fue tal, que en 1986 compró Sinclair Research, rediseñando las nuevas máquinas de la compañía bajo el «estilo Amstrad».

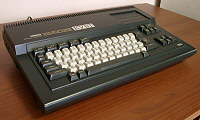
Yamaha MSX.

Junto a los brítánicos ZX Spectrum y Amstrad CPC, el estadounidense Commodore 64 —más antiguo pero de mayores prestaciones— y MSX —un estándar de origen japonés cuyas máquinas eran comercializadas por distintas compañías, como Phillips, Toshiba, Sanyo o Panasonic— eran los cuatro sistemas de mayor éxito en el mercado europeo de mediados de la década de lo 80, y prácticamente cualquier videojuego que se comercializase debía ser programado para los cuatro sistemas. El mercado de videojuegos desarrollado para estas máquinas en la década de 1980 estuvo caracterizado por la atmósfera de creatividad que reinaba una industria que todavía estaba dando sus primeros pasos. Las compañías británicas que lideraban la industria fueron tales como Ocean (con videojuegos como Batman, Head Over Heels y Operation Wolf), Imagine (Yie Ar Kung-Fu, Hyper Sports, M.O.V.I.E., entre otros), Hewson Consultants (Rana-Rama, Uridium, Nebulus, entre otros), Elite (Commando, Ghost'n Goblins, 1942, entre otros) o la distribuidora U.S. Gold (Winter Games de Epyx, Street Fighter, entre otros juegos). En Francia surgieron compañías como Loriciels o Infogrames, de Australia llegó Melbourne House / Beam Software (The Hobbit, The Way of the Exploding Fist, Asterix y el caldero mágico, entre otros). En España se inicia la industria del videojuego con la publicación en octubre de 1983 por Indescomp de Bugaboo (The Flea), que supone un rotundo éxito en el Reino Unido (publicado posteriormente en España como La Pulga), convirtiéndose a partir de este momento en uno de los más importantes países productores de software lúdico. Compañías como Indescomp (La Pulga, Fred), Dinamic (Abu Simbel, Profanation, Camelot Warriors, Fernando Martin Basket Master, Army Moves, entre otros), Opera Soft (Livingstone supongo, Goody o La abadía del crimen —obra de culto del software español—), Topo Soft (Survivor, Mad Mix Game, Emilio Butragueño Fútbol, entre otros) o la distribuidora Erbe Software (Las tres luces de Glaurung), crearon juegos que se caracterizaban entre otras cosas por una gran atención al apartado gráfico y visual situando a las compañías españolas entre las más importantes a nivel europeo, y conformando una etapa conocida por los aficionados de ese país como la «Edad de oro del software español», de 1985 a 1991. Mención aparte merece Tetris (1984), un videojuego de origen ruso absolutamente innovador, cuyo tremenda influencia e impacto popular sigue patente aún entre las nuevas generaciones de jugadores y desarrolladores. Creado por Alekséi Pázhitnov, adquirió notoriedad por la simpleza de su jugabilidad, la cantidad de versiones en diferentes sistemas y que la creación de alguien de la Unión Soviética pudiera llegar al a Estados Unidos en plena Guerra Fría.

### Los gigantes japoneses

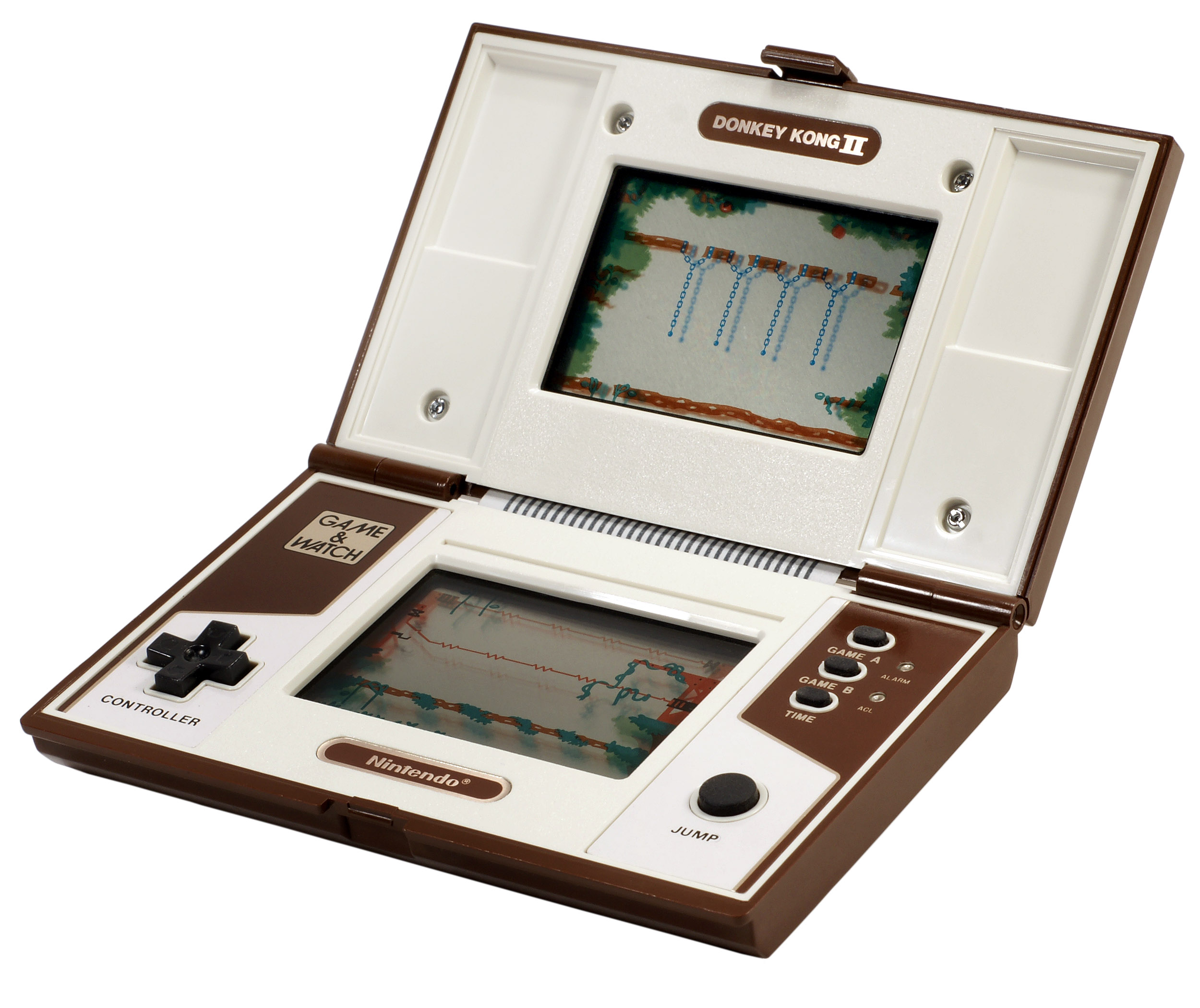
Donkey Kong II, un título de la serie Nintendo Game & Watch (1980).

Hiroshi Yamauchi había heredado Nintendo en 1949 cuando, para demostrar su autoridad, lo primero que hizo fue despedir a su sobrino —único familiar en la empresa— y a todos los directivos leales a su abuelo, de quien había heredado la compañía. En 1977 se encontraba en su despacho frente a Shigeru Miyamoto, un joven que en aquel tiempo tenía 25 años de edad y había soñado desde pequeño con dedicarse al mundo del espectáculo. Miyamoto se había dirigido a la oficina de Yamauchi buscando trabajo porque su padre tenía un amigo común con este y porque pensaba que podría ser feliz trabajando en una compañía de juguetes. Cuando Yamauchi pidió a Miyamoto que regresase con un juguete de su invención, quedó impresionado con su ocurrencia —una percha de madera que Miyamoto había decorado con figuritas pintadas a mano— y lo contrató como diseñador gráfico. Aunque sin saberlo, Yamauchi y Miyamoto estaban destinados a cambiar el mundo de los videojuegos.
Miyamoto había llegado a Nintendo en un momento crucial: en 1975 la empresa ya había efectuado su primera incursión en el mundo de los videojuegos en 1975 con EVR Race, pero la máquina resultó un fracaso. A principios de 1977, mientras la fiebre de las consolas Atari Pong recorría Estados Unidos, la única consola disponible en Japón era TV Tennis de Epoch, en realidad una Magnavox Odyssey metida en una nueva carcasa, pero a lo largo de ese mismo año salieron al mercado distintas consolas basadas en la máquina de Atari de compañías como Bandai, Hitachi o Epoch. Nintendo apostó con Color TV Game 6 y Color TV Game 15, dos máquinas que resultaron cruciales en el establecimiento del mercado de videoconsolas japonés. Al mismo tiempo, las grandes empresas japonesas Taito, Sega y Namco se dedicaban al negocio de las máquinas recreativas.
Había pocas razones para pensar que la industria japonesa podía hacer frente a las compañías norteamericanas, encabezadas por Atari y Bally Midway. Tras la II Guerra Mundial, Japón había pasado de ser un país enemigo a convertirse en uno de los mayores exportadores de los mercados norteamericano y europeo, pero la influencia cultural que podía ejercer sobre occidente era prácticamente nula. Sin embargo, el enorme éxito cosechado por Space Invaders de Taito en el país animó a las empresas japonesas dándoles la confianza que necesitaban para creer que tenían la posibilidad real de competir con las compañías estadounidenses.

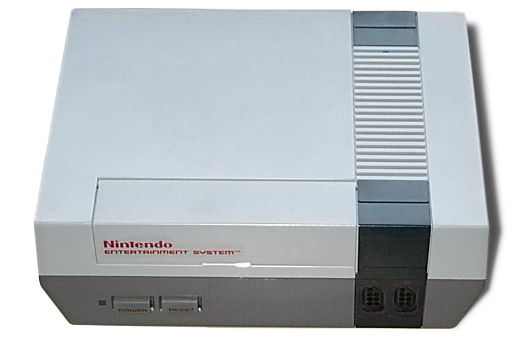
Nintendo Entertainment System (1983).

Hiroshi Yamauchi se encontraba entre los emprendedores que pensaban que el futuro estaba en la industria de los videojuegos, y así lo hizo saber a los directivos de su empresa, ordenando que abandonasen sus viejos proyectos para centrarse en la creación de videojuegos. Una tarde de 1980 Gumpei Yokoi observó a un hombre de negocios que jugueteaba aburrido con su calculadora electrónica, lo que le dio la idea de crear un videojuego portátil con tecnología LCD fácil de fabricar y fácil de transportar. El resultado fue la serie Game & Watch, unas máquinas de bajo coste y tecnología LCD que hacían las veces de reloj y que venderían 30 millones de unidades a lo largo de los siguientes 11 años. A pesar de todo, Yamauchi no quedó satisfecho con este logro y, decidido a establecer su compañía entre las más importantes nombres de la industria e inspirado por el éxito que estaba teniendo en Estados Unidos la Atari VCS, se decidió a comercializar una videoconsola muy superior. A principios de la década de los 80 los dos modelos más importantes en Japón eran la versión japonesa de la Intellivision, distribuida por Bandai y la Cassette Vision, lanzada por Epoch en 1981. En este contexto Nintendo lanzó al mercado el 15 de julio de 1983 la primera versión de su Famicom, un modelo muy innovador que disponía entre su catálogo de títulos varias versiones del clásico Donkey Kong, que dio lugar a algunas de las más famosas series de personajes de los videojuegos, y que estaba destinado a sentar las bases del mundo de las videoconsolas domésticas modernas. La consola catapultó a Nintendo al éxito de tal manera que la compañía no pudo abastecer la enorme demanda de videojuegos que existía para la nueva máquina, y la solución de Yamauchi, absolutamente innovadora para la época, fue establecer un sistema de licencias a terceras compañías mediante el cual se reservaba el derecho a publicar los títulos que considerase cumplían ciertos estándares de calidad al tiempo que cobraba a las compañías desarrolladoras por permitirles publicar sus títulos para la nueva plataforma. El éxito de la idea fue rotundo, y el catálogo de juegos de la máquina creció exponencialmente, incluyendo títulos tan emblemáticos como Super Mario Bros., Tennis, Dragon Quest, The Legend of Zelda o Final Fantasy. Entretanto, una serie de empresas japonesas dedicadas al negocio de los arcade se situaron entre las más importantes del mercado, produciendo una serie de títulos de enorme éxito. Entre ellas destacó por encima de todas Capcom, creadora de clásicos como Commando, Ghosts'n Goblins, 1943: The Battle of Midway, Mega Man, Cadillacs and Dinosaurs o Street Fighter. Otras compañías destacables fueron Konami (Frogger, Contra, Combat School), Irem (Vigilante, R-Type), Jaleco (City Connection, Rodland), SNK (Ikari Warriors) o Sega (Altered Beast, Out Run, Golden Axe)
A partir de 1985 se produjo el asalto de Nintendo al mercado estadounidense, que tras la crisis del videojuego de 1983 había visto cómo se desplomaba el negocio de las videoconsolas en favor de los microordenadores. La Famicom sufrió varias modificaciones, siendo rebautizada como Nintendo Entertainment System, y como punta de lanza de su catálogo de videojuegos se presentó la nueva creación de Shigeru Miyamoto, Super Mario Bros., título que vendió no solo millones de copias, sino también los millones de consolas que eran necesarias para jugarlo. Para 1987 había quedado claro que el mercado de las videoconsolas había vuelto para quedarse. Este enorme y repentino éxito supuso el alzamiento de voces críticas hacia la compañía, entre ellas acusaciones de prácticas monopolísticas, además de cierto sentimiento anti-nipón por parte de quienes pensaban que el éxito de las empresas japonesas en los mercados estadounidenses suponía una humillación para este último país. Eugene Provenzo Jr., un educador de la Universidad de Miami publicó en 1991 Video Kids: Making Sense of Nintendo, uno de los primeros estudios sobre la negativa influencia que los videojuegos ejercían sobre los niños, y lo hizo centrándose especialmente en los juegos de la compañía nipona, pero las críticas hicieron poca mella en el éxito de Nintendo. En 1987 la NES (abreviación de la Nintendo Entertainment System) se estaba presentando en el mercado europeo, pero por aquel entonces distintos microordenadores de 16 bits como el Atari ST o el Commodore Amiga se estaban abriendo un hueco en ese mercado, y su éxito fue relativo.

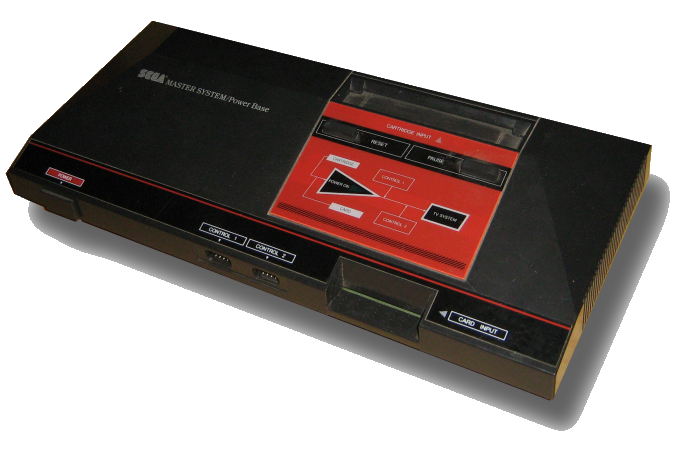
Sega Master System (1985).

En 1985 la compañía japonesa de origen norteamericano Sega había lanzado su Master System, un modelo inspirado en la NES que, con un inferior rendimiento se había impuesto sobre la consola de Nintendo en Europa por razones de marketing. Algunas compañías europeas de videojuegos que habían tenido su origen en los ordenadores de 8 bits se pasaron a la programación para los juegos de consolas, como era el caso de Rare o Codemasters, pero ello no consiguió relanzar ese mercado. A pesar de todo, Super Mario Bros. 3 (1988) supuso la reconquista del mercado japonés, sellando definitivamente el éxito de Nintendo, una compañía que había reconfigurado la industria mundial de los videojuegos revitalizando de paso el mercado estadounidense, que había establecido un estándar de calidad en los desarrolladores, que desalentaba el desarrollo de juegos de carácter violento y que había situado los juegos de origen japonés en el primer puesto de las preferencias de los aficionados.

## Década de 1990

### Máquinas de 16 bits y nuevas consolas, el renacimiento de las aventuras gráficas

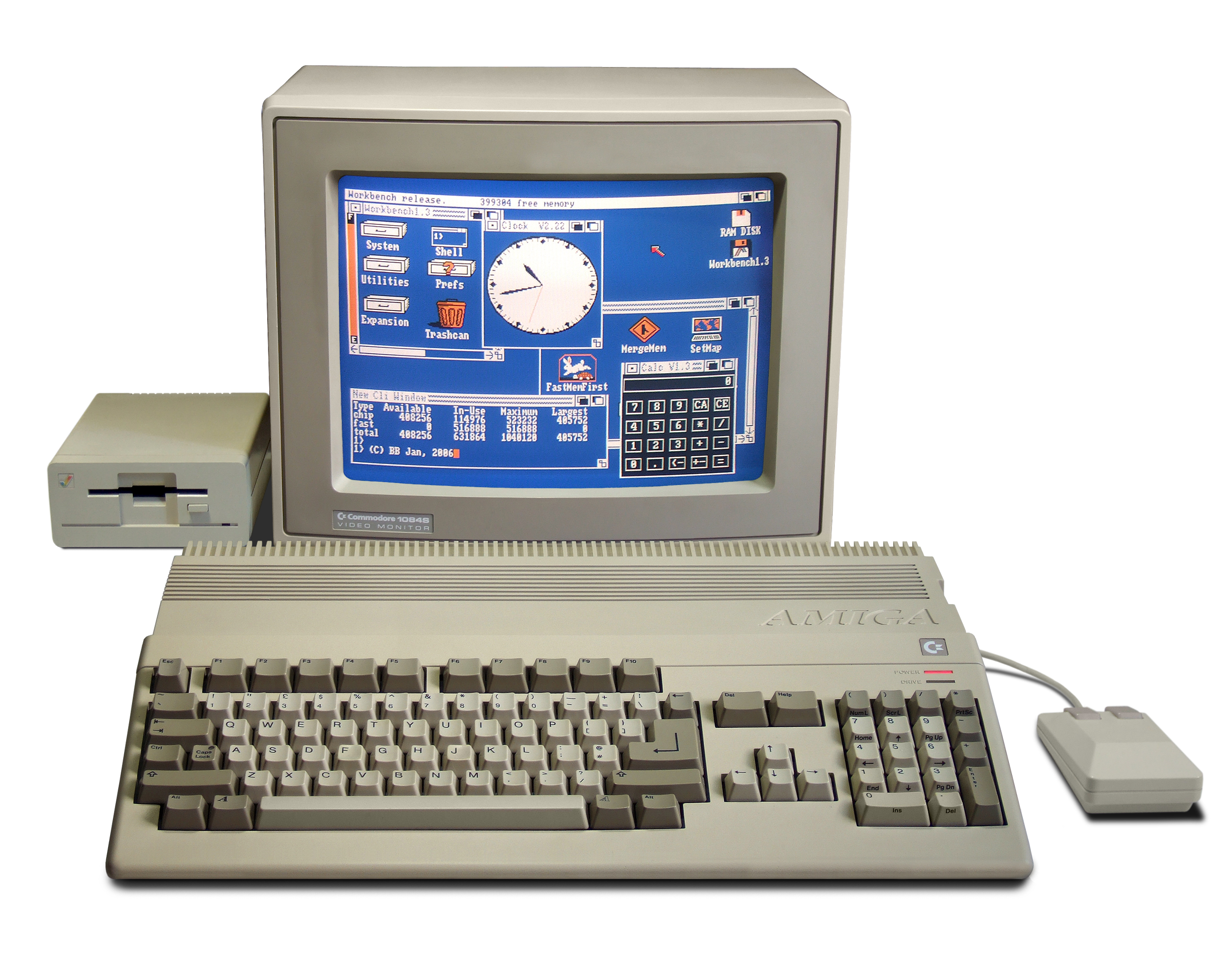
Commodore Amiga 500 (1987).

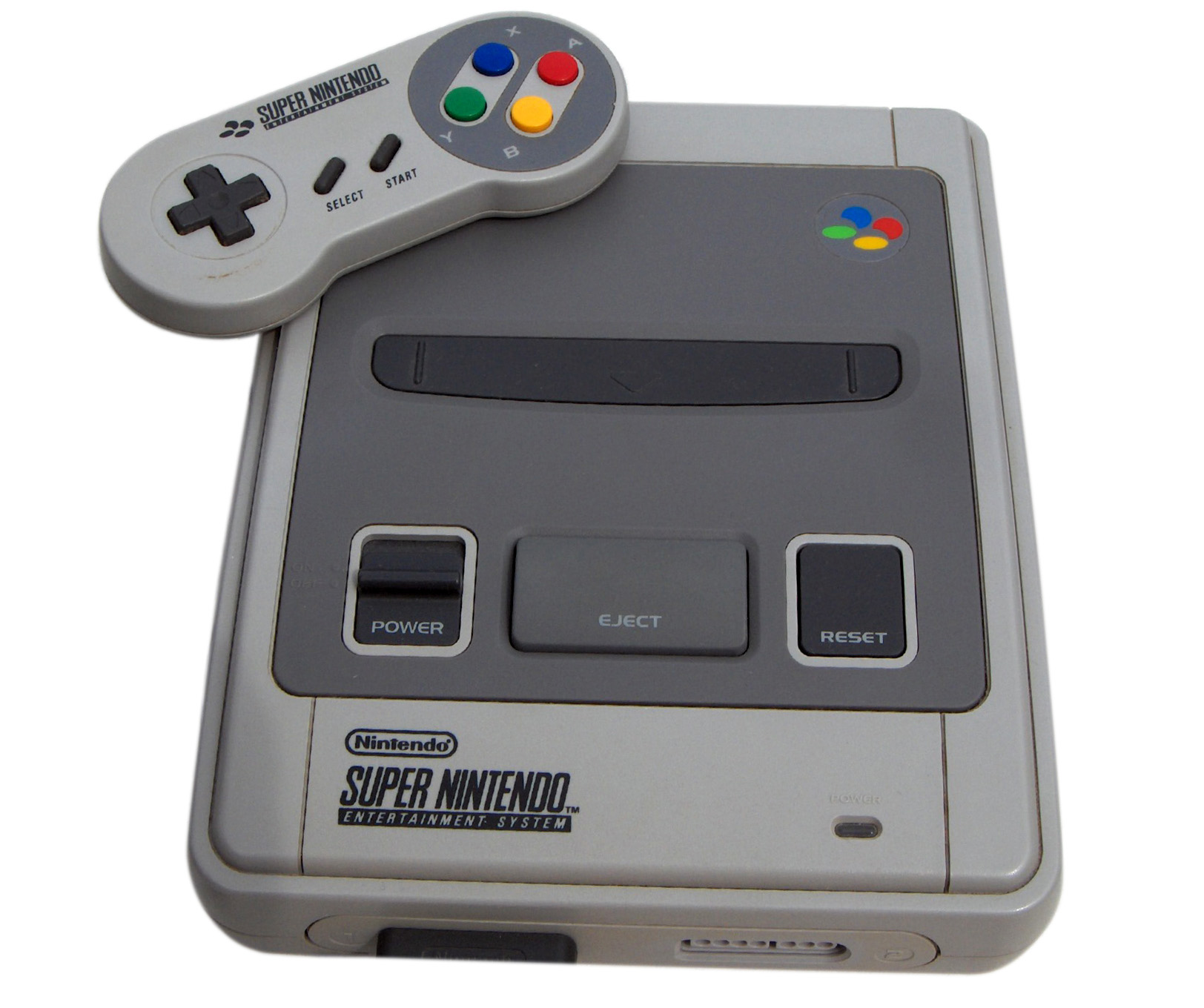
Super Nintendo (1990).

Junto a la consolidación definitiva de la industria y a cierto estancamiento en la creatividad de los creadores de videojuegos, debido en parte a la estabilización que habían sufrido los distintos géneros, la década de 1990 se caracterizó por el declive definitivo de los ordenadores de 8 bits y la llegada por una nueva generación de computadoras más avanzadas.
El Commodore Amiga, un ordenador de altas prestaciones gráficas y sonoras, se había presentado en julio de 1985 y los desarrolladores no tardaron en aprovechar las capacidades de la nueva máquina, muy por encima de las de cualquier otra máquina de la competencia, para presentar una nueva generación de videojuegos técnicamente mucho más avanzados. Una de las primeras compañías en abordar el mercado para la nueva computadora fue Cinemaware, que en 1986 publicó Defender of the Crown, un juego con unos gráficos asombrosos que obtuvo muy buena aceptación crítica. El segundo título de la firma, King of Chicago (1987) continuaba un estilo que vino a denominarse como Ficción interactiva, con influencias del mundo del cine y de la literatura, y en la que el jugador formaba parte de una historia en la que tomaba parte activa, como si fuese el protagonista de una película dentro de su ordenador.
George Lucas había creado Lucasfilm Games en 1982 como una división de Lucasfilm dedicada al desarrollo de videojuegos. Los primeros títulos de la compañía, BallBlaster y Rebel Rescue fueron desarrollados en 1983 para Atari, pero a finales de la década se encontraba desarrollando títulos del todo diferentes. Maniac Mansion, de 1987 recogía la influencia de las primeras videoaventuras y de los títulos de Cinemaware, e incorporaba la experiencia de Lucasfilm en el apartado gráfico y argumental y un nuevo motor gráfico denominado SCUMM. Fue un éxito inmediato y sentó las bases para las siguientes videoaventuras de la firma, como Indiana Jones and the Last Crusade (1989), Loom (1990) y The Secret of Monkey Island (1990), o Indiana Jones and the Fate of Atlantis (1992). Axlon, una compañía de Nolan Bushnell llegó a diseñar en 1988 Control-Vision, una nueva consola que usaba cintas de VHS en lugar de los acostumbrados cartuchos, y cuyos videojuegos iban a ser películas interactivas, pero el proyecto no llegó a ver la luz. Con todo, la integración de las técnicas cinematográficas en los videojuegos no fue una característica exclusiva de las firmas estadounidenses; Another World (1991), de la francesa Delphine Software, se hacía eco de esa nueva tendencia inspirándose en el universo Star Wars así como en la literatura clásica de ciencia ficción y fantasía, y Simon the Sorcerer (1993), de la británica Adventure Soft, tuvo un gran éxito. Europa, de hecho, se convirtió a mediados de la década en uno de los consumidores más importantes de aventuras gráficas.

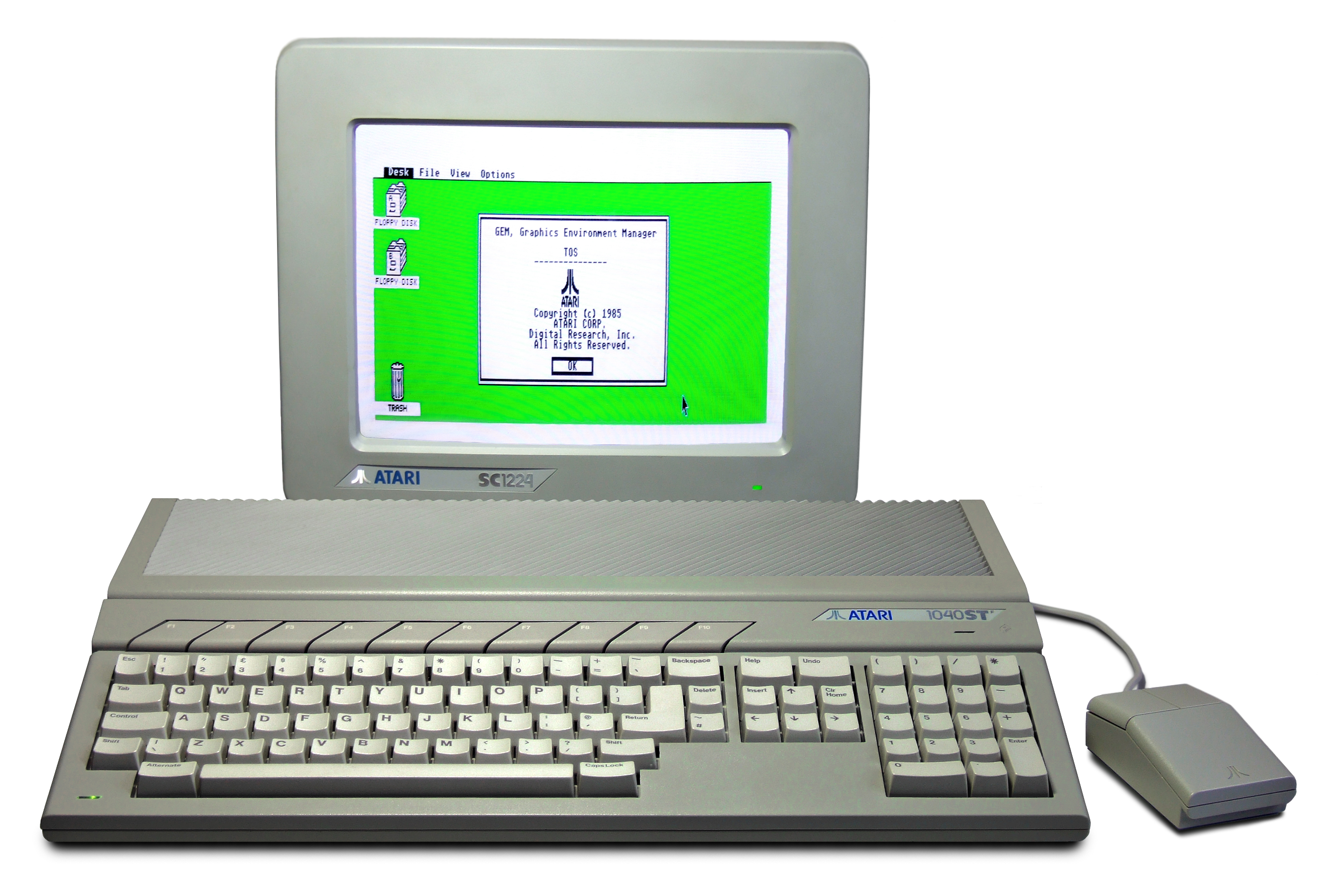
Atari ST 1040 (1986).

Atari había presentado su modelo ST en 1985, y a finales de la década gozaba de una buena penetración en los mercados europeo y estadounidense. Gracias a sus capacidades multimedia y a su puerto MIDI integrado, el ordenador gozaba de la predilección de la comunidad de músicos, pero también hacía frente al Commodore Amiga en el terreno lúdico, y entre ambos planteaban competencia a los ordenadores de Apple en el sector más profesional. Durante la primera mitad de la década las máquinas de Atari y Commodore monopolizaron prácticamente en exclusiva el mercado de software lúdico, pero con la llegada masiva del PC al mercado doméstico el número de títulos editados para ambas plataformas fue disminuyendo progresivamente. Más de 25 años después de la aparición de estas máquinas, existe todavía un nutrido grupo de aficionados que continúan editando videojuegos, demos y otros programas para ambas plataformas.

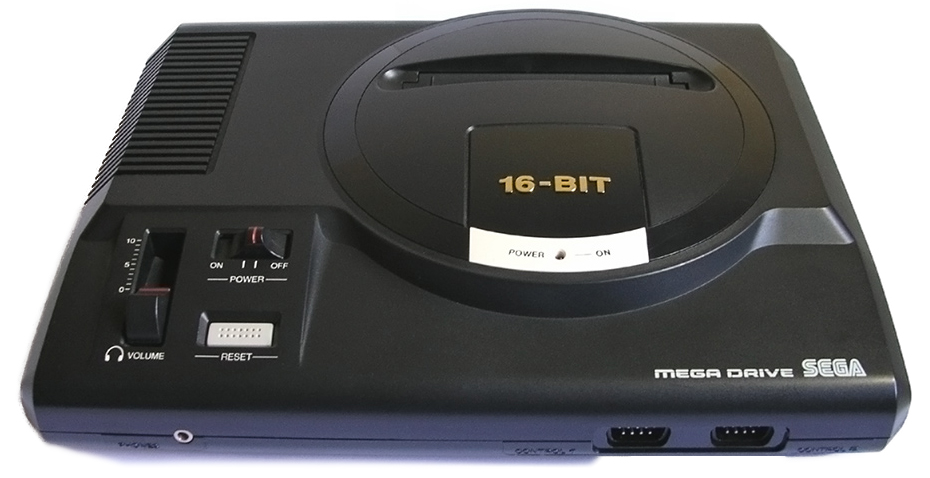
Sega Megadrive (1990).

El mundo de las consolas estaba liderado por la Sega Mega Drive, una máquina de 16 bits que había sido lanzada en 1988 y que disponía de títulos tan populares como Sonic the Hedgehog. El liderazgo de Sega se mantuvo hasta 1991, año en el que Nintendo comercializa su Super Nintendo para reconquistar el mercado con títulos como Super Mario Kart (1992). La respuesta de Sega no se hizo esperar, sacando al mercado la Sega Mega-CD, que, sin embargo, no consiguió arrebatar a la SNES su supremacía.

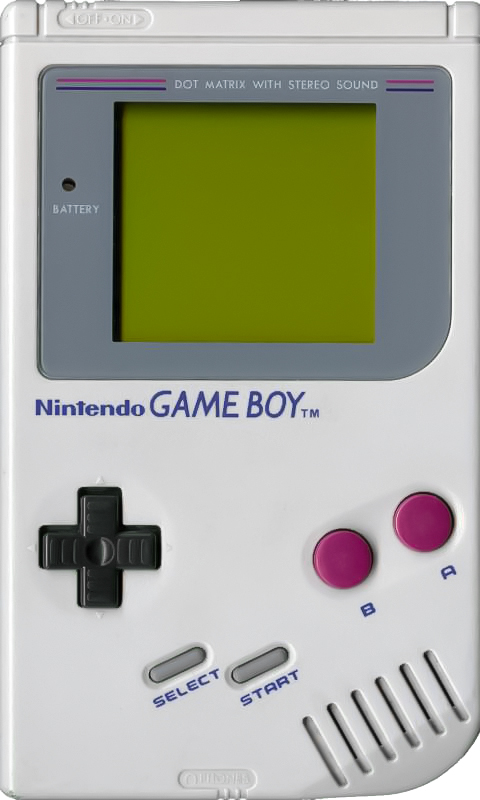
Nintendo Game Boy (1989).

La aparición de la Game Boy de Nintendo en 1989 supuso una pequeña revolución en su campo. Creada por Gunpei Yokoi, el mismo ingeniero que había diseñado las exitosas Game & Watch, la máquina de Nintento se posicionó enseguida como líder en ventas en el segmento de las consolas portátiles, gracias en parte a su reducido precio y en parte a su enorme catálogo. La consola sufrió una serie de cambios a lo largo de los años, incorporando finalmente la capacidad de ejecutar juegos en color, y fue imitada por multitud de compañías, entre ellas Atari con su Lynx, y Sega con su Game Gear. Sin embargo, ninguna de ellas logró hacer sombra al éxito comercial que supuso la consola de Nintendo, cuyas cifras de ventas a nivel mundial se situaron en un total de 118 millones de unidades.

### Nuevos géneros
Will Wright había hecho su debut en el ámbito de los videojuegos en 1984 con la publicación de Raid on Bungeling Bay, un matamarcianos para el sistema Commodore 64 que no obtuvo tanto éxito en dicha plataforma pero que vendió cerca de un millón de copias en su versión para NES, dándole la posibilidad de dedicarse por completo a la creación de videojuegos. Wright comenzó a diseñar programas experimentales en los que combinaba su pasión por The Game of Life con la creación de mundos virtuales. Cuando añadió una interfaz basada en la de los ordenadores Apple y una serie de herramientas similares a los programas de edición gráfica dio forma casi definitiva a SimCity, un videojuego que vio la luz para Apple en 1989. Por su parte Peter Molyneux había publicado su primer título —The Entrepreneur— bajo un sello creado por él mismo con resultados desastrosos, y para su siguiente título decidió ampararse bajo un sello ya establecido, cosa que hizo con Fusion, publicado por Electronic Arts en 1988. Populous (1989), el siguiente programa de Molyneux, tomando prestadas algunas de las ideas de SimCity fue el primer representante de un nuevo género, el de simulación de dioses. La idea básica de ambos juegos, sin embargo, se remontaba a Utopia, un título de 1982 de mecánica muy similar, pero las características técnicas de ambos títulos, publicados para la nueva generación de máquinas de 16 bits, hicieron de ellos éxitos inmediatos. Uno de los primeros desarrolladores en adoptar el nuevo esquema fue Sid Meier, uno de los fundadores de Microprose, quien en 1991 publicó su Civilization, un juego que sentaba las bases definitivas de género de estrategia por turnos. Desde entonces una gran cantidad de videojuegos han aparecido en el mercado combinando los elementos básicos de los sistemas de juego de estos programas pioneros, como lo fueron Warcraft: Orcs & Humans (1994), Age of Empires (1997) y Commandos: Behind Enemy Lines, de 1998.

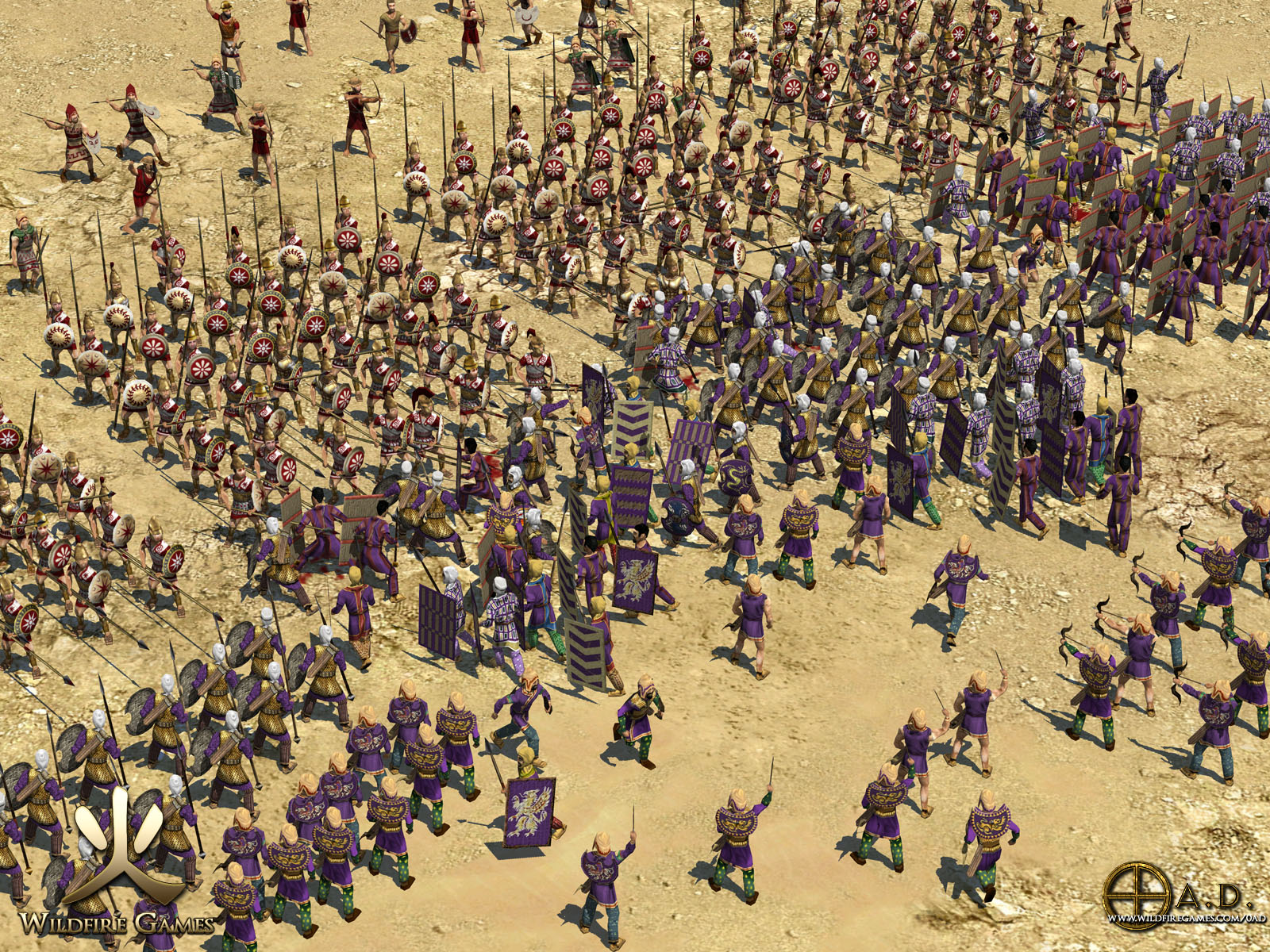
Un juego de estrategia en tiempo real.

A principios de esta década se podían distinguir tres grandes categorías de videojuegos: juegos de acción destinados sobre todo a las recreativas, juegos narrativos, que usaban el ordenador como medio para contar una historia aprovechando sus posibilidades de interacción, y juegos de simulación y estrategia, que daban al jugador la posibilidad de experimentar sin ningún objetivo predeterminado y la habilidad de crear todo un universo dentro del propio juego. A pesar de que las ideas básicas ya estaban establecidas, los límites entre los grandes géneros no eran del todo precisos y dentro de cada uno de ellos siempre sobresalía algún título, que redefinía en una dirección determinada la noción de hasta dónde podía un videojuego llegar.

### Mundos virtuales, 3D e ID Software

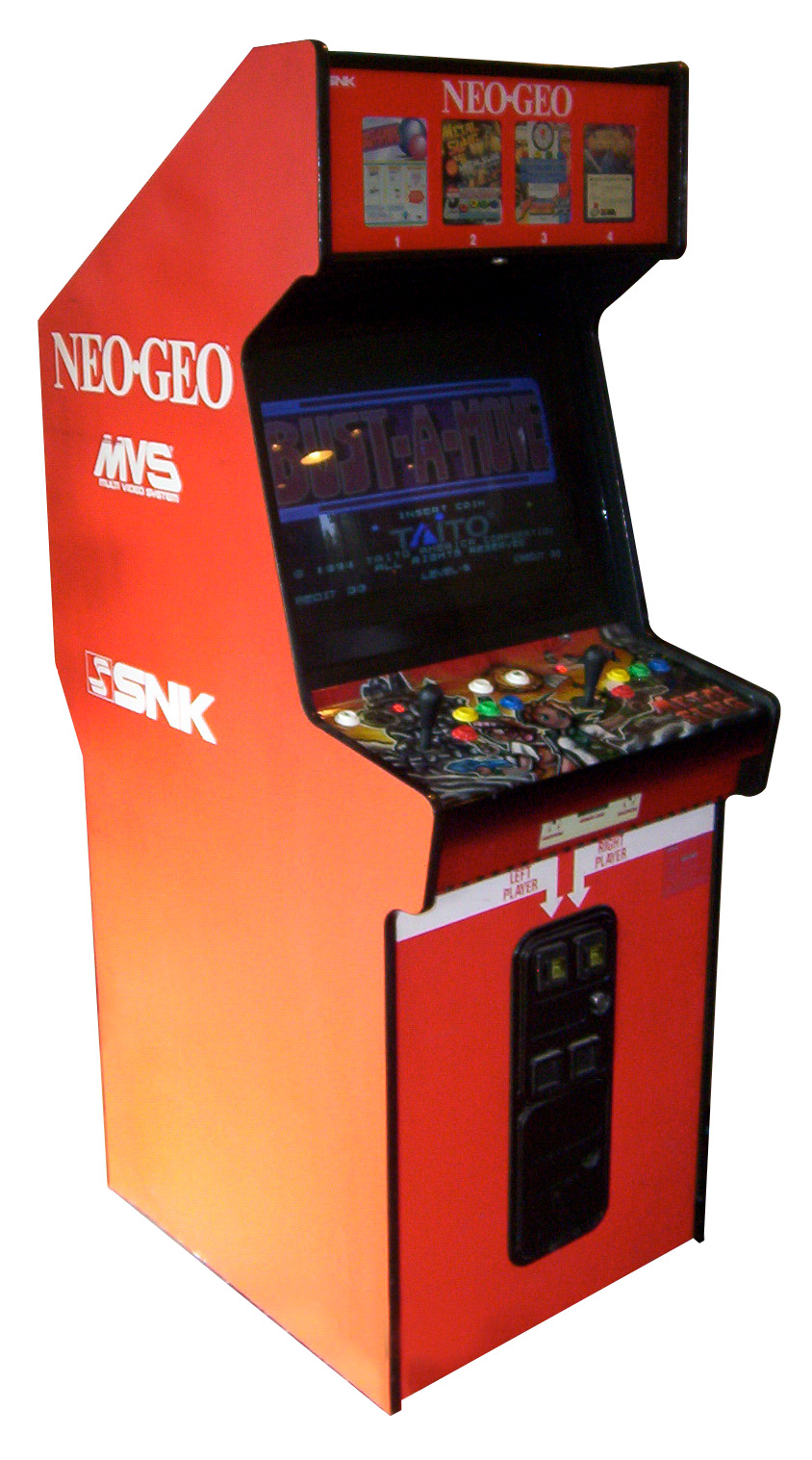
Neo-Geo arcade.

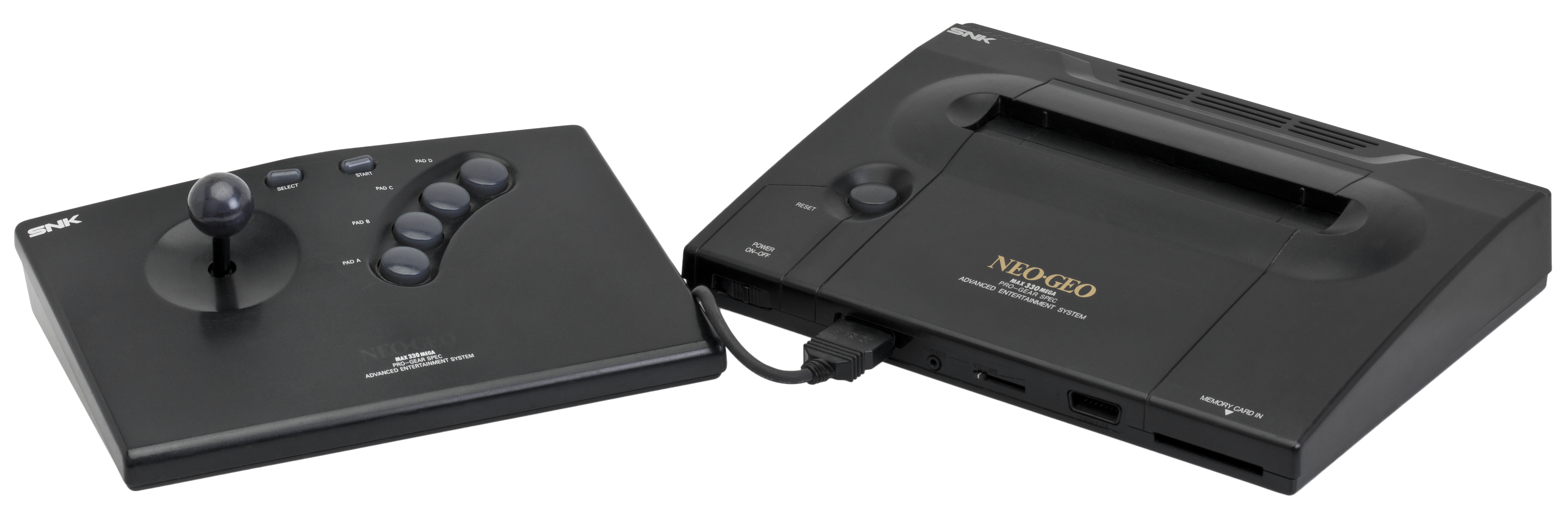
Videoconsola Neo-Geo doméstica.

En el inicio de la década de 1990 se asistió a un progresivo declive de las ventas del Commodore Amiga y del Atari ST que se vieron sustituidos progresivamente en el mercado doméstico por los PC compatibles, cuyas cifras de venta no había dejado de aumentar desde mediados de la década anterior. Al mismo tiempo, los avances tecnológicos de los sistemas de la época devolvieron la idea de llevar a cabo una de las mayores ambiciones desde los inicios de la informática moderna: la recreación de un mundo virtual en tres dimensiones en pantallas de dos dimensiones.

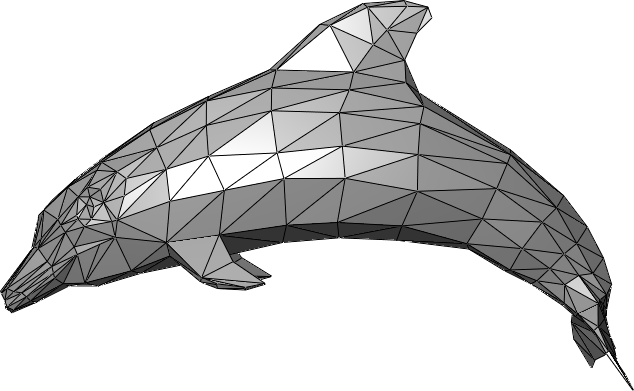
Gráficos poligonales.

La idea se remontaba a 1965, cuando el pionero Ivan Sutherland presentó en un congreso un informe en el que delineaba las características de un futuro interfaz de visualización capaz, no solo de mostrar el mundo tal y como es, sino de hacernos «sentirlo» como si fuese real. La creación de esa realidad virtual debía ser, según la visión de Sutherland, el principal objetivo de los investigadores en el campo de la informática. La década de 1990 devolvió las teorías de Sutherland a la actualidad, en parte porque el incipiente desarrollo de Internet propiciaba un cierto tipo de relaciones a distancia que facilitaba la asimilación del concepto por parte del gran público. Repentinamente la realidad virtual se convirtió en uno de los tópicos más recurrentes en las conversaciones acerca de la investigación informática, lo que su vez estimuló la aparición de documentales y programas de televisión que divulgaron la idea entre el gran público. Mientras, los desarrolladores de videojuegos se enfrentaban a los mismos retos que los investigadores del área de la realidad virtual. Los primeros videojuegos en 3D, como Tailgunner (1979) o Battlezone (1980) usaban gráficos lineales para delinear el contorno de los objetos dando así la ilusión de profundidad. I, Robot (Atari, 1983) fue la primera máquina en usar las técnicas del campo de la realidad virtual: empleaba bloques poligonales para construir los objetos de su mundo virtual y daba por primera vez al jugador la posibilidad de adoptar diversos puntos de vista. Los gráficos 3D de la época se conseguían mediante ecuaciones bastante simples que recalculaban la posición y tamaño de cada uno de los polígonos de los objetos respecto a la posición del jugador, pero un aumento del número o detalle de estos polígonos conllevaba un crecimiento exponencial de la potencia de cálculo necesaria para dar vida al sistema. Los desarrolladores de simuladores de vuelo lideraban el área, pero pronto el uso de gráficos poligonales se extendió a otro tipo de juegos como los simuladores de carreras (Indianapolis 500 y Hard Drivin', ambos de 1989), o Alpha Waves (Infogrames, 1990), uno de los primeros videojuegos de plataformas en adoptar la nueva técnica. Alone in the Dark (Infogrames, 1992), un excelente título que inauguró el género del Horror de supervivencia, fue el primer juego poligonal en obtener un éxito masivo gracias a su impresionante apartado gráfico y a su cuidada ambientación entre otras muchas innovaciones.

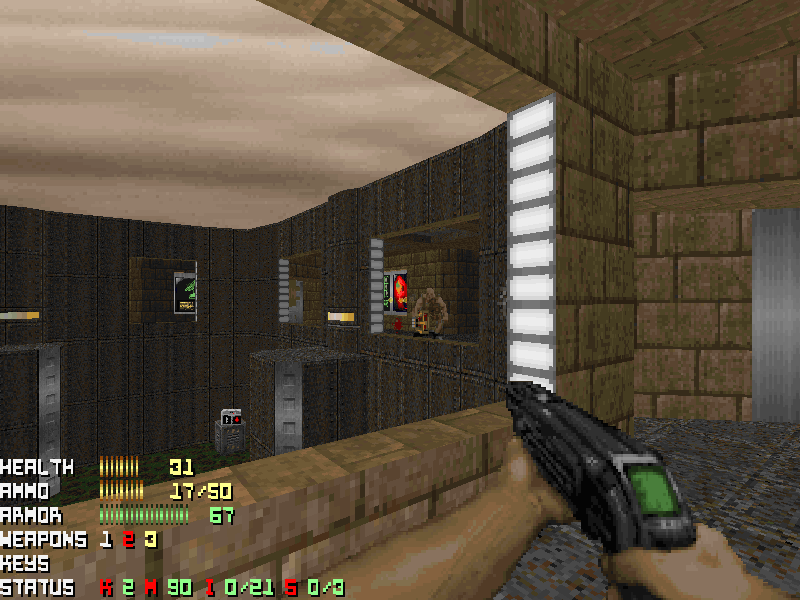
Captura de pantalla de Freedoom, la versión libre de Doom (1993)

La empresa texana id Software, liderada por el diseñador John Romero, tenía sus orígenes en 1981 cuando Romero trabajaba para Softdisk —una revista de informática de Luisiana— junto a un grupo de amigos. Su primer título iba a ser publicado por Origin Software —editores de la serie Ultima— en 1987, pero por distintos problemas no llegó a ver la luz, lo que motivó que Romero abandonase la empresa para trabajar con Jay Wilbur, uno de sus exjefes que se había establecido por su cuenta. Romero pasó los siguientes tres años publicando pequeños juegos para Softdisk y efectuando otros pequeños trabajos, pero en 1990 se hizo cargo de Gamer's Edge, una publicación para entusiastas de los videojuegos que contaba con las colaboraciones del ilustrador Adrian Carmack, del programador John Carmack y de Tom Hall. John Carmack y Tom Hall habían programado por diversión una versión en 3D del legendario Super Mario 3 que titularon Dangerous Cave, y cuando Romero contempló su creación supo que se encontraba delante de un futuro éxito de ventas. Tras un infructuoso contacto con Nintendo, Romero contactó con Apogee, una empresa pionera en el mundo del shareware que quedó impresionada por la demo de Carmack y Hall. El primer título de id Software para Apogee fue Commander Keen, un sencillo juego de plataformas de 1990 que obtuvo un enorme éxito en el mundo de las BBS y tras el cual la compañía se estableció en Dallas.
Mientras tanto, Paul Neurath —un antiguo colega de Romero— había formado con algunos de los más brillantes estudiantes del MIT Looking Glass, un grupo de programación dedicado a la investigación de nuevos esquemas de juego. Durante su trayectoria el grupo creó diseños absolutamente originales como Flight Unlimited —un simulador de vuelo que incorporaba imágenes reales de satélite publicado en 1995— o Thief —un videojuego de 1998 en el que el oído del jugador se convertía en su principal arma—. Sin embargo, la primera gran aportación del grupo había sido un motor de videojuegos en 3D desarrollado en 1990 por Chris Green que no solo era muy veloz, sino que además permitía adherir imágenes reales (texturas) a los gráficos poligonales para incrementar el realismo. Cuando John Romero supo de la existencia del programa de Green no tardó en informar a John Carmack, quien de inmediato se puso a trabajar en un motor similar. El resultado fue Catacombs 3-D, un título de 1991 que iniciaba el género de los shooters en primera persona.
Wolfenstein 3D (1992) continuaba con la idea de Catacombs 3-D —mejorando el motor gráfico y algunos aspectos de jugabilidad— y obtuvo un enorme éxito, vendiendo más de 100 000 copias a finales de 1993. Hasta ese momento cada compañía había desarrollado sus propias herramientas de programación para diseñar sus títulos, pero id Software comenzó a licenciar su motor gráfico a otras compañías para que estas pudiesen centrarse más en el trabajo creativo y de diseño, dejando a un lado los aspectos técnicos. Shadowcaster (Raven Software, 1993) fue el primer título de una compañía externa en usar la tecnología de id Software, pero pronto vinieron muchos otros. Mientras tanto, Romero y sus colaboradores se encontraban en pleno desarrollo de Doom, un programa que, con su publicación en 1993 sacudió de arriba a bajo la industria de los videojuegos cambiando para siempre el curso posterior de la historia con sus muchas innovaciones. Doom no solo destacaba por sus gráficos y la solidez de su motor, sino también por su inusitada violencia, nunca vista hasta la época. Se convirtió asimismo en el primer videojuego de la historia que permitía oficialmente el modding, esto es, la modificación de su diseño y sus niveles por parte de los jugadores, una idea que en realidad se remontaba a los juegos de pinball de la década de 1980. Doom popularizó enormemente el juego en línea, permitiendo a los jugadores el juego en red, bien a través de Internet, bien a través de conexiones por cable, y también supuso una revolución en el campo del marketing, demostrando que el shareware era perfectamente factible como modelo de negocio. El tremendo éxito de Doom convirtió a John Romero en una estrella mediática de la noche a la mañana, y supuso un punto de inflexión en el desarrollo de la industria de los videojuegos que, desde ese momento abandonaría el mundo de las 2D para abrazar el nuevo campo de las 3D.

### La guerra de las consolas

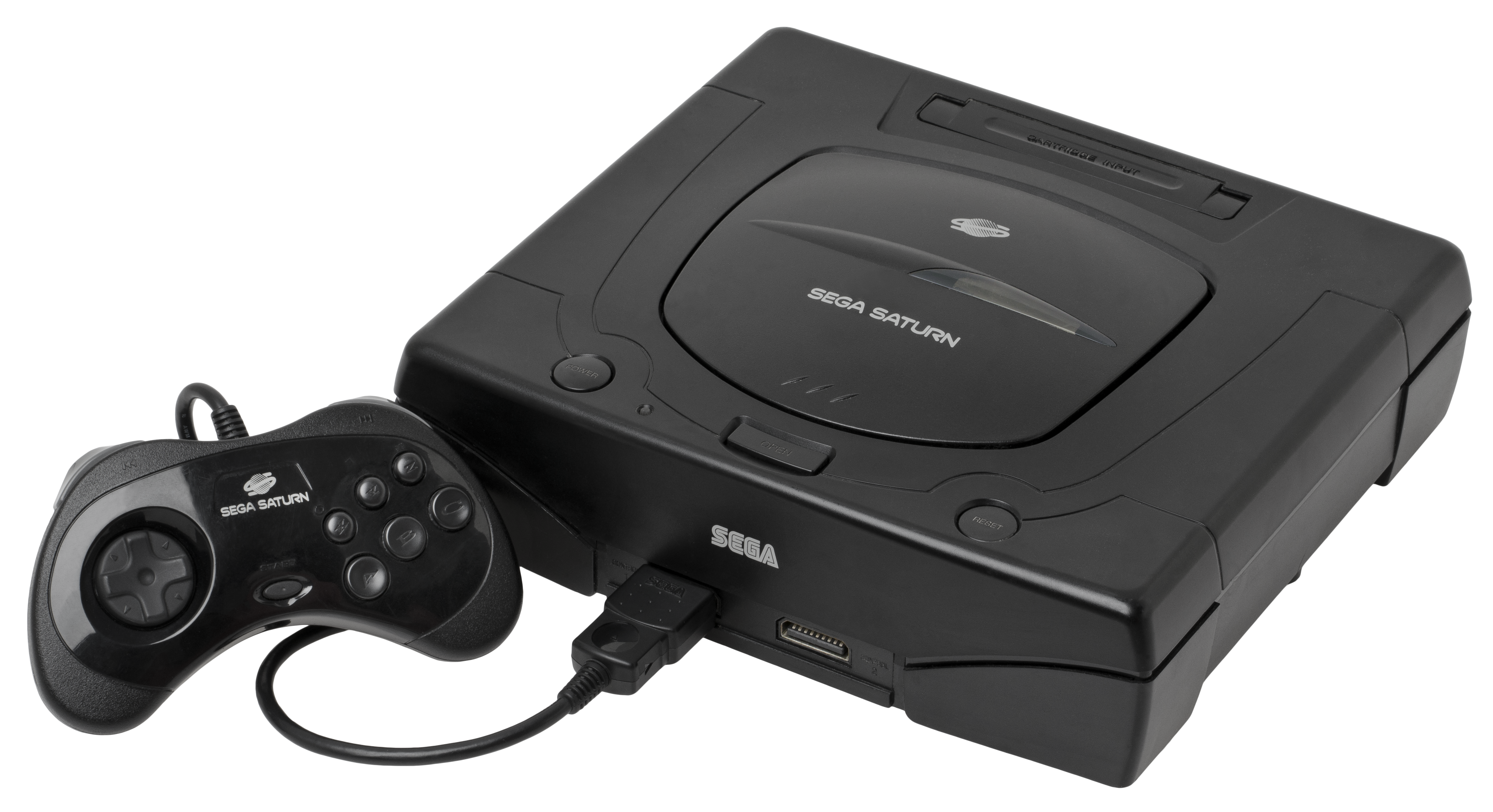
Sega Saturn (1994)

A mediados de la década de 1990 la industria de los videojuegos se hallaba en retroceso. La venta de consolas había caído un 17 % en 1994 y un 19 % en 1995, y el negocio de las máquinas recreativas, golpeado por recientes escándalos generados por la extremada violencia de títulos como Street Fighter II o Mortal Kombat que habían derivado en el sistema de clasificación ESRB, se hallaba todavía en peor forma. Nuevas consolas como la 3DO o la Atari Jaguar intentaban competir en el mercado estadounidense con las japonesas Sega Megadrive y Super Nintendo, pero ambas resultaron un fracaso. El 22 de noviembre de 1994 se presentó al mercado japonés la Sega Saturn, una máquina de 32 bits que, con su título estrella Virtua Fighter —uno de los primeros juegos de lucha en utilizar tecnología poligonal en 3D— resultó un relativo éxito. Sin embargo, unos días después Sony se introdujo en el mercado de las videoconsolas con su PlayStation, una máquina que presentaba su Ridge Racer para hacer competencia a Virtua Fighter.

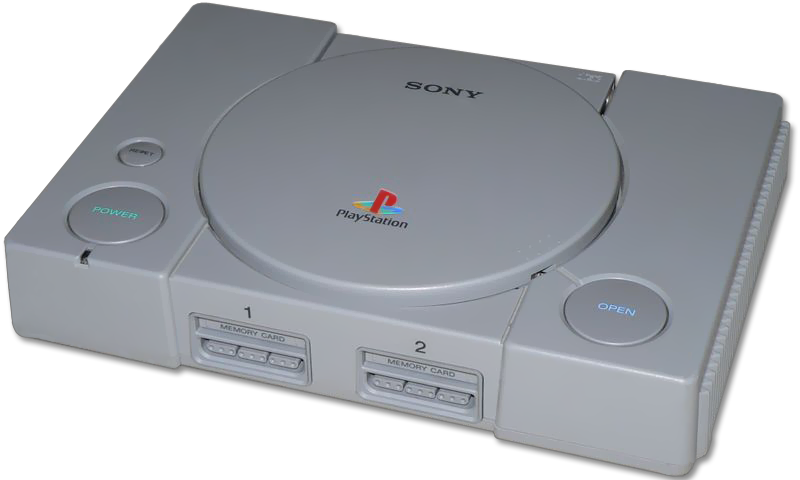
Sony PlayStation (1994)

A principios de la década Sony había trabajado con Nintendo para crear una plataforma de juego basado en la tecnología CD-ROM. En esa época, Sony no tenía mucha fuerza en el campo de los videojuegos, y cuando Nintendo anunció que renunciaba a su colaboración para trabajar con Phillips, el presidente de Sony, Norio Ohga ordenó inmediatamente la creación de una división de videojuegos —Sony Computer Entertainment— que se encargaría, con Ken Kutaragi a la cabeza, de la creación de una máquina rival. La primera versión de la nueva PlayStation se presentó al mercado japonés el 3 de diciembre de 1994, y el 9 de septiembre de 1995 hizo lo propio en Estados Unidos, habiendo causado una fuerte impresión previamente en la feria E3 de ese mismo año. La nueva máquina alcanzó unas cifras de ventas en el mercado estadounidense de 100 000 unidades, tan solo en la primera semana. En seis meses logró vender un millón de unidades, y en dos años el número de PlayStation en todo el mundo era ya de 20 millones. En 2001 había una PlayStation en el 30 % de los hogares estadounidenses, y el éxito de Sony era total.

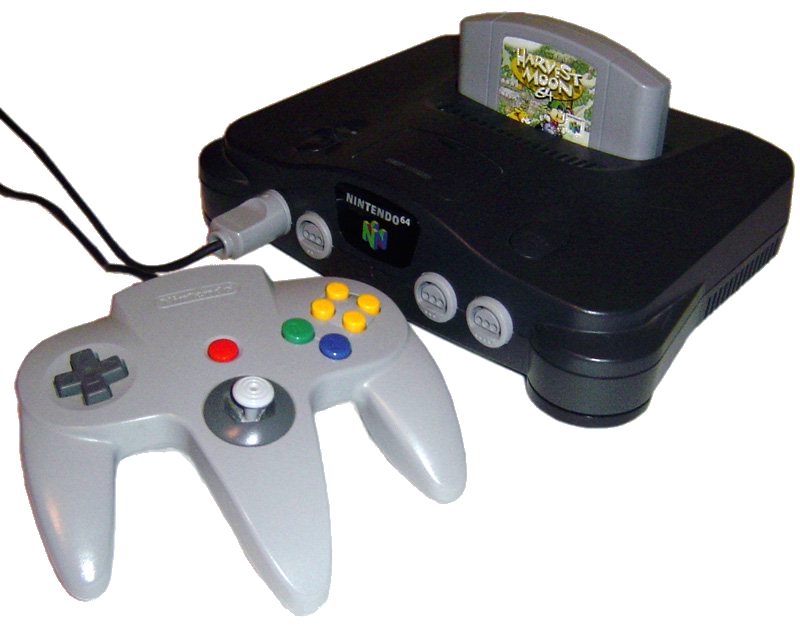
Nintendo 64 (1996)

A finales de 1995 Sega mantenía en su catálogo un total de siete sistemas incompatibles entre sí (Sega Saturn, Megadrive, Game Gear, Sega Pico, Sega CD, Sega 32X y Sega 32XCD), lo que obligó la compañía a abandonar sus plataformas más antiguas para concentrarse en la Saturn. Teóricamente la máquina de Sega era más potente que su rival de Sony, pero lo cierto es que los chips de la Saturn eran de calidad inferior, lo que, junto con algunos rumores acerca de las dificultades que encontraban los programadores para desarrollar videojuegos para el sistema, hizo decantar los gustos del público hacia la PlayStation. Nintendo, por su parte había presentado el 23 de junio de 1996 su nueva consola Nintendo 64, una máquina de 64 bits que, además de contar con títulos tan conocidos como el Super Mario 64, tenía el apoyo de importantes compañías desarrolladoras como Rare (Donkey Kong 64). La nueva consola de Nintendo disponía de una tecnología muy por encima de la de sus competidoras, pero sus juegos se comercializaban en cartuchos —un medio mucho más caro que el CD-ROM— y en parte por ello la consola no llegó a cuajar. Ni Nintendo con sus Virtual Boy y Nintendo 64 (Super Mario 64 y Donkey Kong 64 de 1995; GoldenEye 007 de 1997; The Legend of Zelda: Ocarina of Time de 1998), ni Sega con sus Sega Saturn y Sega Dreamcast ni ninguna otra de las grandes firmas del ramo pudieron hacerle frente al enorme empuje de la PlayStation que, a finales del siglo XX era sin lugar a dudas la videoconsola doméstica de mayor éxito del mundo, con títulos tan importantes como Ridge Racer, Rayman (1995) Tekken, Ace Combat, Wipeout, Twisted Metal, Crash Bandicoot, Need for Speed y Resident Evil (1996), Final Fantasy VII, FIFA: Road to World Cup 98, Tomb Raider II, Crash Bandicoot 2: Cortex Strikes Back, Gran Turismo (1997), Resident Evil 2, Tekken 3, Colin McRae Rally, Crash Bandicoot 3: Warped, Spyro the Dragon, Metal Gear Solid (1998) y Silent Hill, Spyro the Dragon 2 (1999). Sony no solo se había tomado su revancha sobre Nintendo, sino que había remodelado las actitudes de la sociedad hacia los videojuegos (menos restricciones a la hora de hacer juegos maduros) al tiempo que se convertía en el líder indiscutible de una industria cuyos movimientos penderían a partir de ahora de sus decisiones.

## Década de 2000

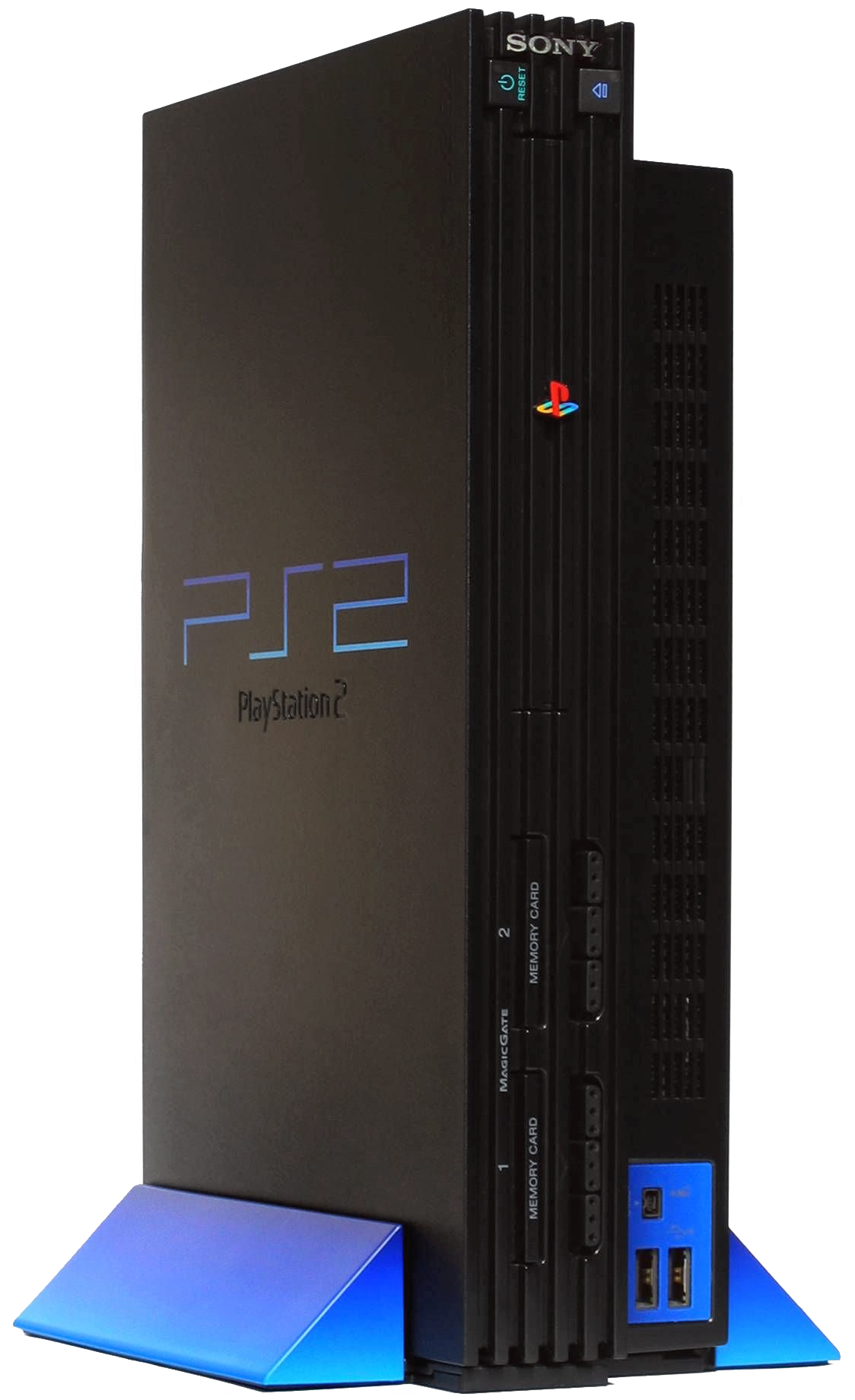
Sony PlayStation 2 (2000)

Si hay algo que caracteriza la industria del videojuego del siglo XXI es su transformación en una industria multimillonaria de dimensiones inimaginables pocos años antes. En 2009 la industria de los videojuegos era uno de los sectores de actividad más importantes de la economía estadounidense, y en países como España generaba más dinero que la industria de la música y el cine juntos. El programador de videojuegos ya no era el aficionado a la electrónica que elaboraba prácticamente en solitario y con carácter artesanal y amateur sus programas, sino un profesional altamente cualificado que trabajaba con otros profesionales especializados (programadores, grafistas, diseñadores, etc.) en equipos o de desarrollo (studios) perfectamente estructurados a menudo bajo el control directo o indirecto de grandes multinacionales.

### Una nueva generación de máquinas

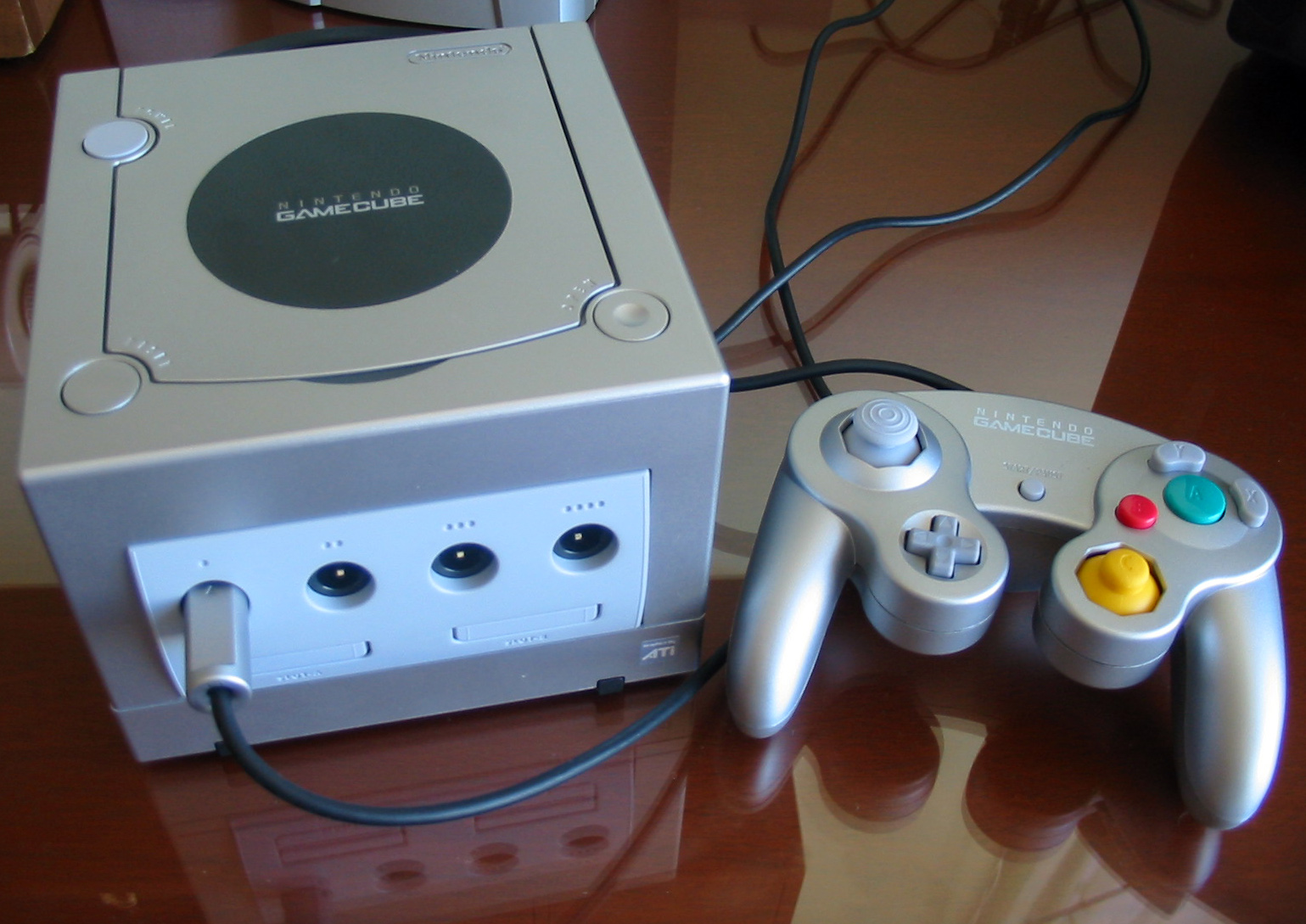
Nintendo GameCube versión Platinum.

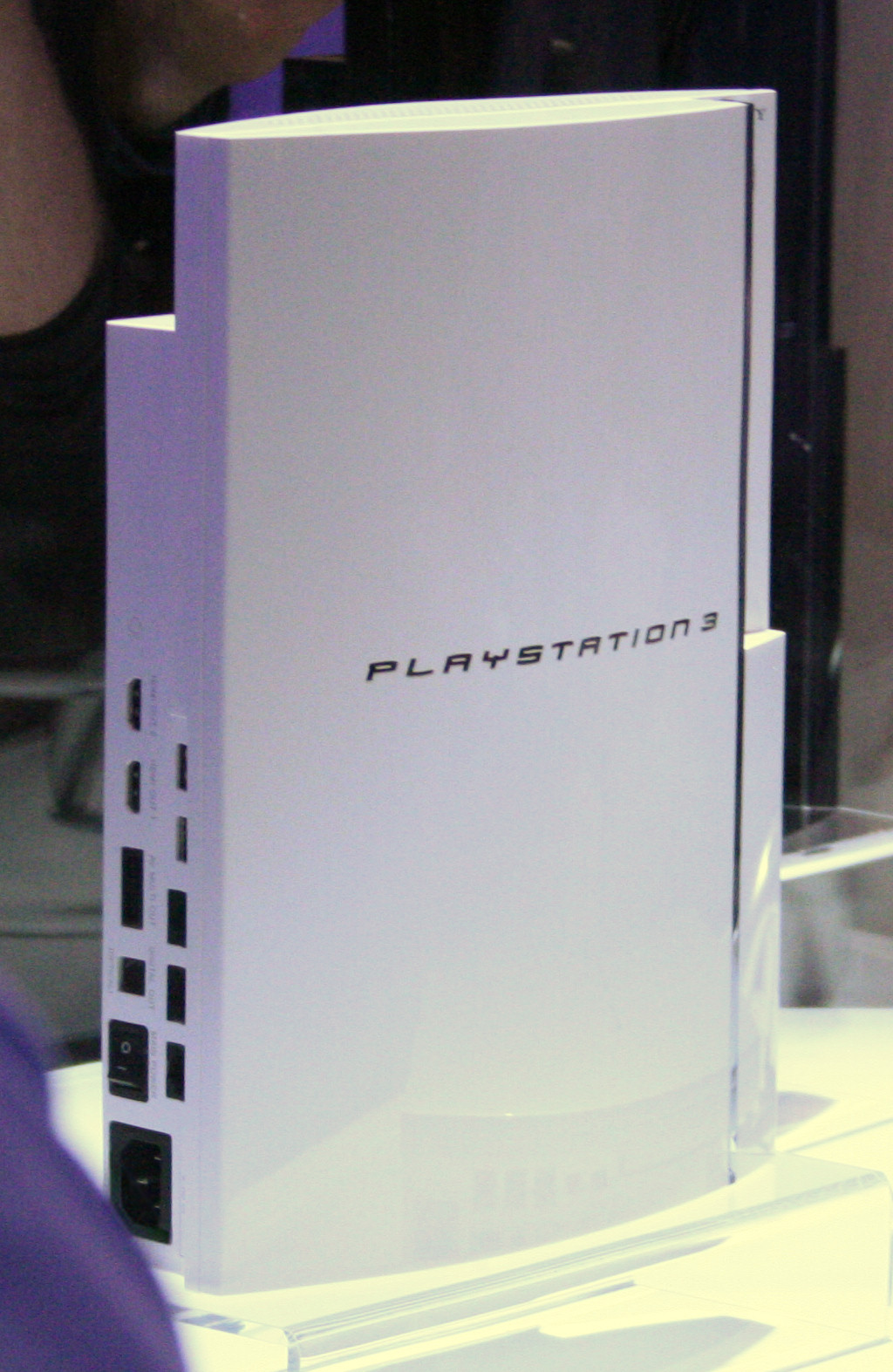
Prototipo inicial de la PlayStation 3.

Desde mediados de la década de 1990 la industria de las máquinas recreativas estaba en crisis. Este tipo de aparatos siempre había basado su éxito en el hecho de disponer de una tecnología y una potencia audiovisual muy por encima de las capacidades de los microordenadores personales y de las consolas domésticas. La Neo-Geo de SNK permitía al jugador disfrutar en su casa de la misma tecnología que exhibían las máquinas de los salones recreativos, pero era una consola muy cara solo al alcance de unos pocos. El éxito de la PlayStation y las consolas de su generación (Nintendo 64 y Sega Saturn) desequilibró definitivamente esta situación, pues las nuevas máquinas domésticas igualaban e incluso superaban tecnológicamente a la mayoría de recreativas. Por otro lado el rápido crecimiento del sector de la telefonía móvil, con aparatos cada vez más potentes que permitían ejecutar videojuegos de creciente complejidad, sentenció definitivamente las máquinas que habían protagonizado el inicio de la revolución de los videojuegos obligando a los dueños de los salones recreativos a reorientar su modelo de negocio.
En 2000 Sony lanzó la anticipada PlayStation 2, un aparato de 128 bits que se convertiría en la videoconsola más vendida de la historia, mientras que Microsoft hizo su entrada en la industria un año más tarde con su Xbox, una máquina de características similares que sin embargo no logró igualar su éxito. De 2001 fue también la GameCube, una nueva apuesta de Nintendo que no consiguió atraer al público adulto y cuyo fracaso comercial supuso un replanteamiento de la estrategia comercial de la compañía nipona que, a partir de ese momento, dirigió su atención al mercado de las handhelds. Gameboy Advance, de 2001 fue su primera tentativa en ese terreno, pero el verdadero éxito con el que Nintendo reconquistará parte del mercado perdido tardará aún en aparecer. En 2003 aparece el Nokia N-Gage, primera incursión de la compañía finlandesa en el campo de las videoconsolas.
Mientras tanto, el mercado de los PC seguía dominado por esquemas de juego que ya habían hecho su aparición con anterioridad. Triunfaban los videojuegos de estrategia en tiempo real (Warcraft, Age of Empires) y los juegos de acción en línea (Call of Duty, Battlefield 1942) En 2004 salió al mercado la Nintendo DS, primer producto de la nueva estrategia de una compañía que había renunciado al mercado de las videoconsolas clásicas, y poco después apareció la PlayStation Portable, una consola similar que no llegó a alcanzar a la primera en cifras de ventas. En 2005 Microsoft lanzó su Xbox 360, un modelo mejorado de su primera consola diseñado para competir con la PlayStation 2. La respuesta de Sony no se hizo esperar, y pocos meses después lanzó su PlayStation 3, una consola que inicialmente no consiguió el éxito esperado. La revolución de Nintendo tuvo lugar en abril de 2006 cuando presentó su Wii, una máquina con un innovador sistema de control por movimiento. Con esta consola, Nintendo volvió a recuperar el terreno perdido ante sus competidores.

### Nuevos géneros y franquicias multimillonarias

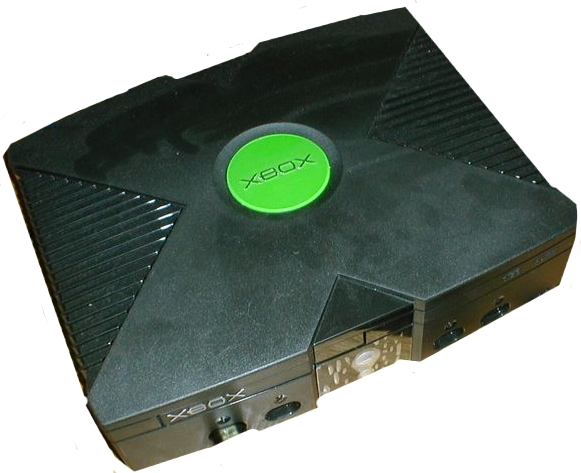
Microsoft entra en la industria con la Xbox.

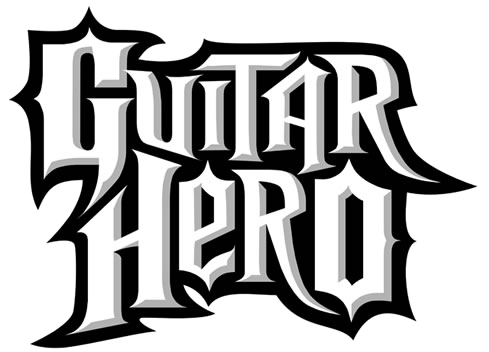
Guitar Hero, (2005)

Para muchos aficionados, la profesionalización de la industria trajo consigo un cierto estancamiento de la originalidad que había caracterizado el trabajo de los desarrolladores de décadas anteriores, en parte debido al agotamiento de nuevas ideas, o por la preferencia que las grandes multinacionales mostraban por la producción de títulos basados en personajes conocidos o en géneros y fórmulas de juego que ya se habían demostrado exitosas y en parte debido a la increíble potencia que entregaban las nuevas generaciones de máquinas, estimulando el desarrollo de videojuegos de gran potencia gráfica donde la originalidad quedaba relegada a un segundo plano. A pesar de ello las compañías continuaron lanzando títulos que suponían un soplo de aire fresco, como Guitar Hero un juego de 2005 con un original sistema de control que abrió una lucrativa franquicia, y cuyas cifras de venta en 2009 se situaban en 32 millones de juegos vendidos. The Sims (2000) puso de moda los juegos de simulación social, un género relacionado con los videojuegos de rol en línea cuyo representante más importante fue Ultima Online, que a su vez tenían su origen en los MUD de mediados de la década de 1980. Por su parte, Grand Theft Auto III (Rockstar Games 2001) iniciaba una serie de videojuegos que mezclaban dos de las tendencias más características de las nuevas generaciones —argumentos cada vez más complejos y libertad de movimientos y de acción— y que se convertiría en una de las series más exitosas de todos los tiempos.

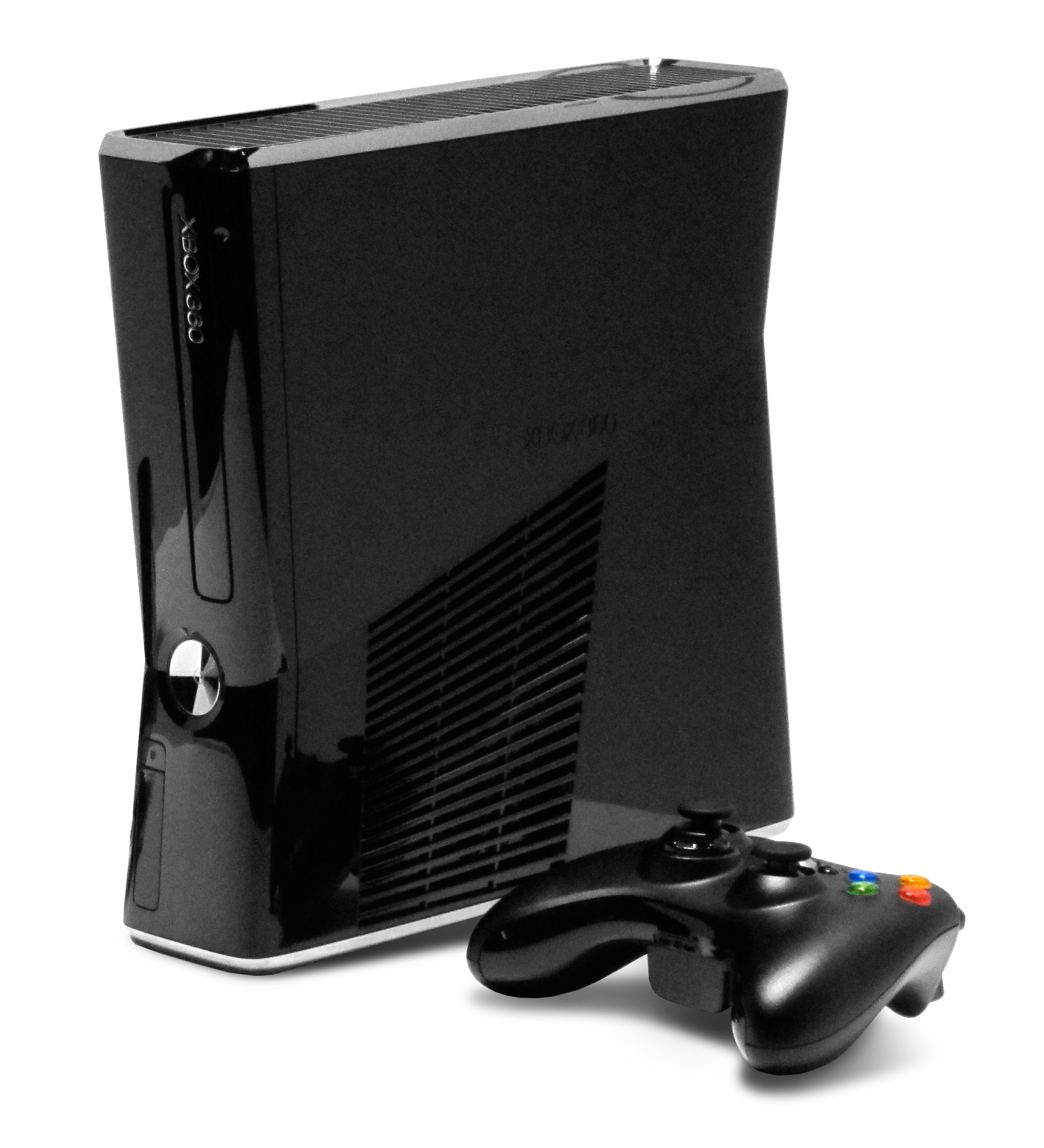
Microsoft Xbox 360, (2005), modelo Slim (2010)

Otro fenómeno que ha caracterizado las prácticas de las compañías desarrolladoras en los últimos años ha sido la explotación de franquicias, series de programas basados en los personajes de un videojuego original; títulos como Halo: Combat Evolved (2001), Resident Evil (1996), Silent Hill (1999), Prince of Persia (2003), The King of Fighters (1994), Final Fantasy (1987), Street Fighter (1987), Call of Duty (2003), Metal Slug (1996), Medal of Honor (2001), o las ya citadas Guitar Hero (2005) o Grand Theft Auto III (2001), dieron lugar a una interminable serie de secuelas que en muchos casos basaban su éxito no tanto en sus innovaciones como en el hecho de compartir su nombre con el del hit original.

## Década de 2010
En la década de 2010, el modelo tradicional de consolas de videojuegos se redujo. Las razones incluían el desafío y el gasto masivo de crear consolas que fueran gráficamente superiores a la generación actual, con Sony y Microsoft todavía buscando recuperar los costos de desarrollo en sus consolas actuales y el fracaso de las herramientas de creación de contenido para mantenerse al día con las crecientes demandas impuestas a las personas que crean los juegos.

### Gráficos de alta definición en hardware de videojuegos
Los televisores y monitores basados en tubos de rayos catódicos habían comenzado a eliminarse gradualmente en la década de 2000, reemplazadas por televisores y monitores de pantalla plana de bajo costo que tenían una resolución de pantalla y frecuencias de actualización mucho más altas. El hardware de videojuegos comenzó a introducir soporte para el nuevo estándar de interfaz multimedia de alta definición (HDMI), que permite resoluciones de hasta 4K (3840 × 2160 píxeles), lo que a su vez enfatizó la necesidad de tarjetas GPU más potentes con procesadores más rápidos y mayor memoria. Los motores de juegos como Unreal, Unity y DirectX agregaron soporte para mejorar el mapeo de texturas para admitir texturas de alta resolución para brindar gráficos fotorrealistas en los juegos.
Sony y Microsoft lanzaron sus próximas generaciones de consolas, Xbox One y PlayStation 4, en 2013. Ambos ampliaron las características de sus consolas anteriores con el soporte adicional para gráficos de alta resolución y más soporte para la distribución digital de contenido con espacio de almacenamiento adicional. La Xbox One fue presentada por Don Mattrick en mayo del 2013, y tuvo un lanzamiento fallido inicial, ya que Microsoft quería exigir que los usuarios estuvieran siempre conectados a Internet y se limitaría el uso juegos usados. Durante el mes de junio de 2013, en plena celebración de E3, la situación para la empresa se tornó aún más complicada. Durante la presentación de la feria, Microsoft anunció que la consola tendría un precio de 500 dólares, incluyendo el dispositivo Kinect en el paquete. Sin embargo, el mismo día y apenas horas después del anuncio de Microsoft, Sony reveló los detalles de su consola PlayStation 4: un precio de 400 dólares, sin necesidad de conexión a internet y sin restricciones en cuanto al uso de juegos usados. No fue sino hasta un mes después que Microsoft rectificó sus políticas.

Durante el mes de junio de 2013, en plena celebración de E3, la situación para la empresa se tornó aún más complicada. Durante la presentación de la feria, Microsoft anunció que la consola tendría un precio de 500 dólares, incluyendo el dispositivo Kinect en el paquete. Sin embargo, el mismo día y apenas horas después del anuncio de Microsoft, Sony reveló los detalles de su consola PlayStation 4: un precio de 400 dólares, sin necesidad de conexión a internet y sin restricciones en cuanto al uso de juegos usados.

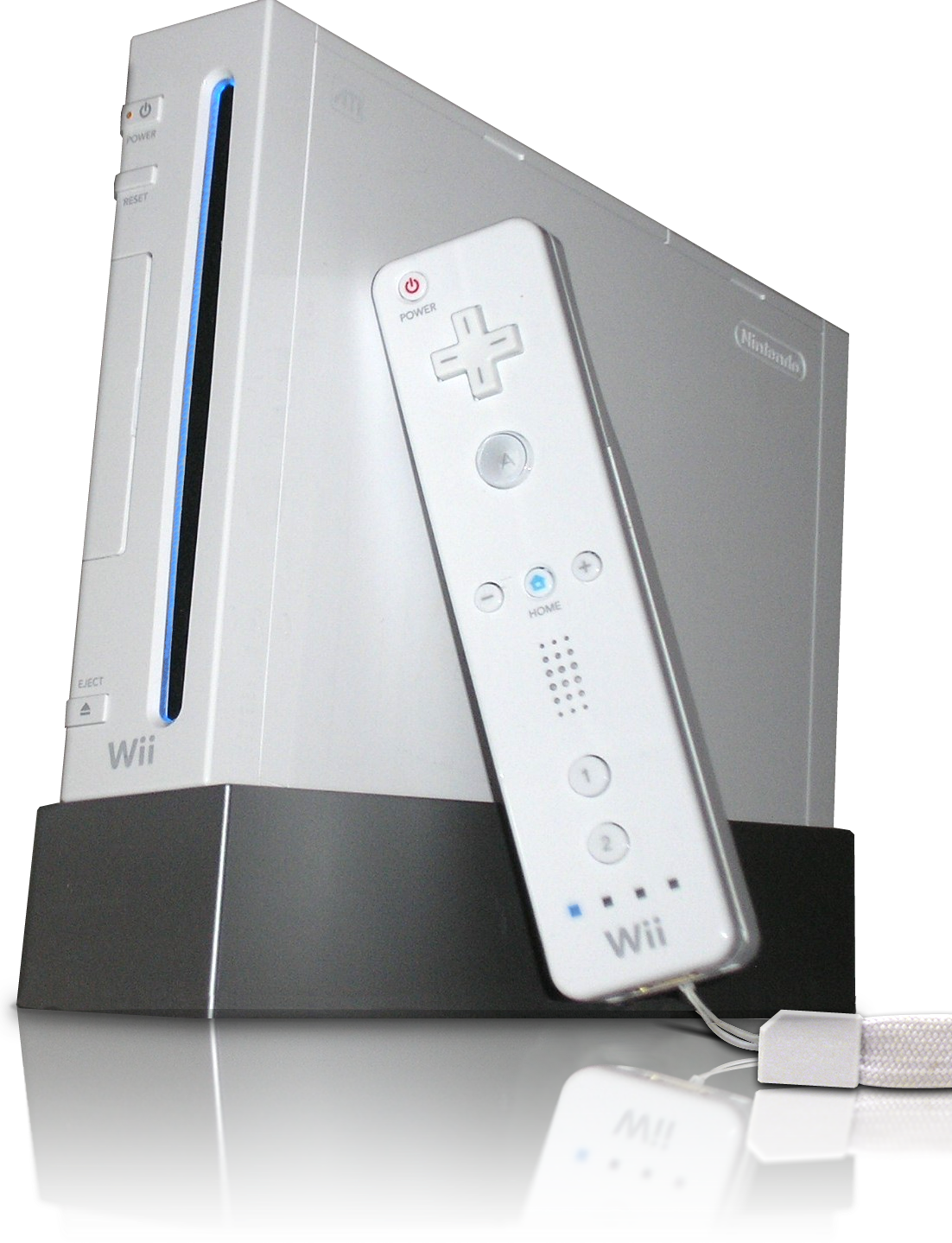
Nintendo Wii, (2005)

Nintendo, por su parte, decidió mantener su propio rumbo y diseñó la Wii U en un intento por recuperar a los jugadores principales que habían perdido con la Wii. La Wii U, lanzada en noviembre de 2012, presentaba un Wii U GamePad, similar a una tableta, que incorporaba controles y una pantalla táctil que funcionaba como segunda pantalla durante el juego, así como soporte para los controles Wii Remote y compatibilidad con juegos de Wii. Sin embargo, la Wii U no tuvo éxito comercial para Nintendo, en comparación con la Wii: mientras que la Wii había vendido más de 100 millones de unidades, la Wii U solo vendió alrededor de 13 millones durante su vida útil. Nintendo atribuyó esto tanto a la comercialización de la Wii U, que no dejó claro el propósito del GamePad, por lo que, según afirmó el propio presidente de Nintendo, nunca lograron hacer que el público diferenciara claramente la Wii de la Wii U.
Después del lanzamiento de la Wii U, Nintendo estaba en proceso de desarrollo de su próxima consola. Sin embargo, para mejorar su situación financiera debido a las pobres ventas de la Wii U, decidieron adelantar el lanzamiento de su nueva consola. Así fue que en marzo del 2017 lanzó la Nintendo Switch; la cual fue una de las primeras consolas híbridas en el mercado, ya que tenía la capacidad de ser jugada como un dispositivo portátil, pero también podía ser colocada en una estación de acoplamiento conectada a un televisor para ser utilizada como una consola de sobremesa.
Nintendo continuó refinando la línea DS; lanzó la Nintendo 3DS en 2011, que incluía una pantalla con una pantalla autoestereoscópica para crear un efecto 3D sin la necesidad de gafas especiales. Sony lanzó la PlayStation Vita en 2012 como sucesora de la PSP, que incluía una pantalla táctil frontal y un panel táctil orientado hacia atrás, además del control existente. La Vita no logró ganar una cuota de mercado significativa, y después de que Sony suspendiera el producto, han declarado que no tienen planes para más sistemas portátiles. El mercado portátil comenzó a disminuir en la década de 2010 a medida que los juegos móviles lo suplantaron.

### El éxito de los videojuegos para los teléfonos inteligentes

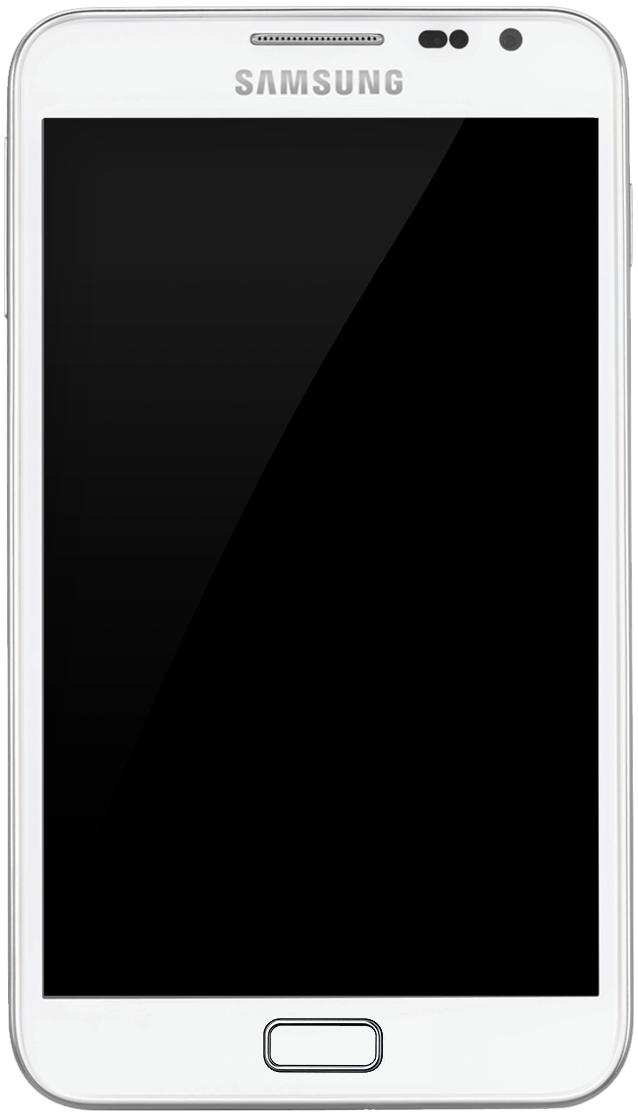
Varios videojuegos exitosos se han desarrollado para dispositivos móviles. En la imagen, el Samsung Galaxy Note.

Con la creación de los teléfonos inteligentes, se abrió un nuevo mercado para los videojuegos, el cual tenía que demostrar que no solo era viable creativamente, sino económicamente. Varios juegos se pueden usar como ejemplo de esta posibilidad, entre ellos Candy Crush Saga, Clash Royale o FreeFire.
Candy Crush, creado en 2012 por King, fue uno de los primeros juegos no solo en tener éxito mundial, sino también uno de los juegos que popularizaron el modelo freemium, en el cual la persona puede descargar y jugar de forma gratuita, pero puede pagar por cosas en el juego. Este modelo sería usado en varios otros juegos, como Pokémon GO o Clash of Clans.
Clash Royale es un ejemplo de la permanencia del mercado de juegos para móviles. Creado en 2016, en ese mismo año se convirtió en el juego de iOS que más recaudó. Esto comparándolo con su predecesor, Clash of Clans, el cual recaudó un billón de dólares en 2015, demostró la potencia de un mercado de 34.8 billones de dólares.

### Juegos de realidad mixta, realidad virtual y realidad aumentada
Durante mucho tiempo, los sistemas de realidad virtual (VR) se habían tratado de adaptar al ámbito de los videojuegosomo y se habían estado desarrollando desde la década de 1990. Sin embargo, se habían enfrentado a obstáculos en cuanto a su elevado costo y su falta de practicidad para su venta al consumidor. Fue hasta principios de la década de 2010 que se vieron los avances en el hardware de realidad virtual para el consumidor con el desarrollo del Oculus Rift de Palmer Luckey. El Rift se mostró en ferias comerciales en 2013, y demostró ser lo suficientemente popular como para llevar a Facebook a comprar la compañía y la tecnología por $ 2 mil millones en 2014. Poco después, Valve y HTC anunciaron el HTC Vive, lanzado por primera vez en 2015, mientras que Sony lanzó su PlayStation VR en 2016. Más tarde, Valve desarrolló su propia línea de hardware de realidad virtual, el Valve Index, lanzado en 2019.
Antes de la década de 2010, ya existían los juegos de realidad aumentada (AR), en los que se superponían gráficos adicionales sobre una imagen de videojuego en tiempo real. Algunos juegos de consolas como PlayStation utilizaban cámaras como parte del juego, así como juegos de Xbox 360 y Xbox One con Kinect. Sin embargo, la mayoría de estos juegos eran más experimentales debido a las limitaciones de las cámaras fijas que limitaban las interacciones que se podían hacer. Los juegos de AR tuvieron un gran avance con el lanzamiento de Pokémon Go en 2016, que combinó AR con juegos basados en la ubicación. Los juegos de AR tuvieron un gran avance con el lanzamiento de Pokémon Go en 2016, que combinó AR con juegos basados en la ubicación.

### Balance, presente y futuro de los videojuegos
A principios de 2011 se asistió a una nueva era de creatividad gracias tanto a las superproducciones de las grandes compañías multinacionales como a los esfuerzos de innovación de los desarrolladores más pequeños. Medio siglo después de Spacewar!, cuyos creadores fueron las primeras personas en experimentar la verdadera sensación de estar jugando con una computadora, el concepto de videojuego se ha ido desarrollando con el tiempo para acabar convertido en un medio integral de entretenimiento que puede producir experiencias tan diversas como las que nos proporcionan Tetris o Pac-Man. La creatividad que empujó a los programadores pioneros y amateurs (conocidos en la actualidad como los noobs) de las décadas de 1960 y 1970 se encuentra también en las grandes superproducciones actuales, transformada y adaptada a los medios y tecnologías actuales. Lejdasdos de haber alcanzado su madurez creativa, los videojuegos siguen siendo una nueva forma de arte que parece estar dando aún, 50 años después de su aparición, sus primeros pasos.

## Década de 2020

### Tecnología Ray-tracing y novena generación de consolas
En 2020, Nvidia y AMD lanzaron tarjetas gráficas con soporte de hardware para trazado de rayos en tiempo real, un componente importante también presente en las consolas Xbox Series X/S y PlayStation 5 de Microsoft y Sony, respectivamente, que salieron al mercado en noviembre de ese mismo año. Esta mejora tecnológica permitió una mayor capacidad para mostrar texturas altamente detalladas y lograr el foto-realismo en escenas de videojuegos a altas resoluciones y velocidades de fotogramas. Sin embargo, estas mejoras requerían un mayor espacio de almacenamiento y un mayor ancho de banda, lo que llevó a la inclusión de opciones SSD especializadas en ambas nuevas consolas. Estas opciones de almacenamiento de alto ancho de banda también redujeron drásticamente los tiempos de carga en muchos juegos, especialmente aquellos con transmisión en el juego para juegos de mundo abierto.
Sony anunció oficialmente la PlayStation 5 en la Conferencia Sony CES en enero de 2020 y lanzó las especificaciones detalladas en marzo del mismo año. La consola admite el trazado de rayos y la resolución de 8K y cuenta con una unidad de estado sólido de disco duro (SSD) personalizada para optimizar la transmisión de datos en modos de representación de alto rendimiento. Microsoft anunció la Xbox Series X a finales de 2019, como una importante mejora en comparación con la Xbox One X, con 16 GB de RAM, 12 TFLOPS de potencia, una memoria SSD y soporte para ray-tracing y resolución 8K. Se especuló que podría ser más potente que la PlayStation 5, lo que finalmente se confirmó en cuanto a especificaciones. Y en agosto de 2020, se presentó la Xbox Series S, menos potente en especificaciones que su antecesora.
En 2020, NVIDIA y AMD lanzaron tarjetas gráficas con soporte de hardware para trazado de rayos en tiempo real, una tecnología que también se incorporó en las consolas Xbox Series X/S y PlayStation 5 de Microsoft y Sony, respectivamente, las cuales salieron al mercado en noviembre de ese mismo año. Esta mejora tecnológica permitió una representación más detallada de texturas y un mayor grado de fotorrealismo en los videojuegos, especialmente a altas resoluciones y velocidades de fotogramas más altas. Sin embargo, esta mejora en la calidad gráfica requería un mayor espacio de almacenamiento y un mayor ancho de banda, lo que impulsó la inclusión de unidades SSD especializadas en ambas consolas. Estas unidades de almacenamiento de alto rendimiento no solo optimizaron la carga de datos, sino que también redujeron drásticamente los tiempos de carga en muchos juegos, especialmente en aquellos con grandes mundos abiertos y sistemas de streaming de datos dinámicos.
Sony presentó oficialmente la PlayStation 5 en la conferencia CES 2020, y reveló sus especificaciones detalladas en marzo del mismo año. La consola admite el trazado de rayos, soporta resoluciones de hasta 8K y cuenta con un SSD personalizado diseñado para optimizar la transmisión de datos en modos de alto rendimiento. Por su parte, Microsoft anunció la Xbox Series X a finales de 2019, destacando como una mejora significativa respecto a la Xbox One X, con 16 GB de RAM, 12 TFLOPS de potencia, almacenamiento SSD y soporte para ray tracing y resolución 8K. Aunque se especuló que la Xbox Series X podría ser más potente que la PlayStation 5, finalmente se confirmaron diferencias en sus especificaciones. Además, en agosto de 2020, Microsoft presentó la Xbox Series S, una versión más económica y menos potente de la Series X.
El 25 de febrero de 2022, Valve lanzó la Steam Deck, un ordenador portátil de juegos con 16 GB de RAM, un procesador Zen 2 de 4 núcleos y 8 hilos, y una pantalla táctil de 7 pulgadas. El dispositivo fue lanzado en varios modelos, inicialmente con pantallas LCD. Sin embargo, el 16 de noviembre de 2023 se presentó una nueva versión con una pantalla OLED, mejorando la calidad visual y la experiencia del usuario.
A partir del lanzamiento de la Steam Deck, surgieron otros dispositivos similares, como ROG Ally de Asus, que también apunta a ofrecer una experiencia portátil para videojuegos de alto rendimiento.